# 訃報 2024年12月
訃報 2024年12月（ふほう 2024ねん12がつ）においては、2024年12月の物故者（メディアによる報道および関係する機関もしくは団体・法人などから告知が実施された人物を含む）についてまとめるものとする。

## 1日 - 15日

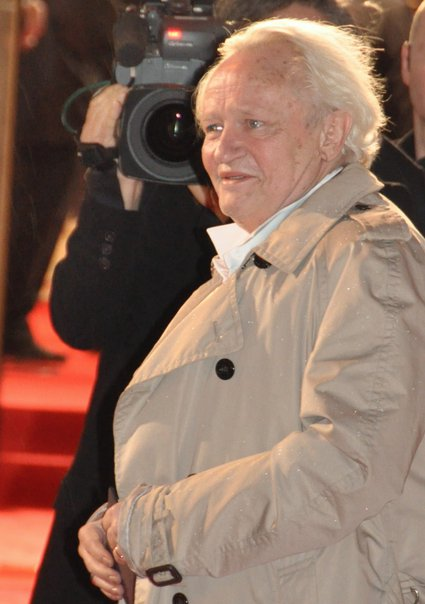
ニルス・アレストリュプ／12月1日没

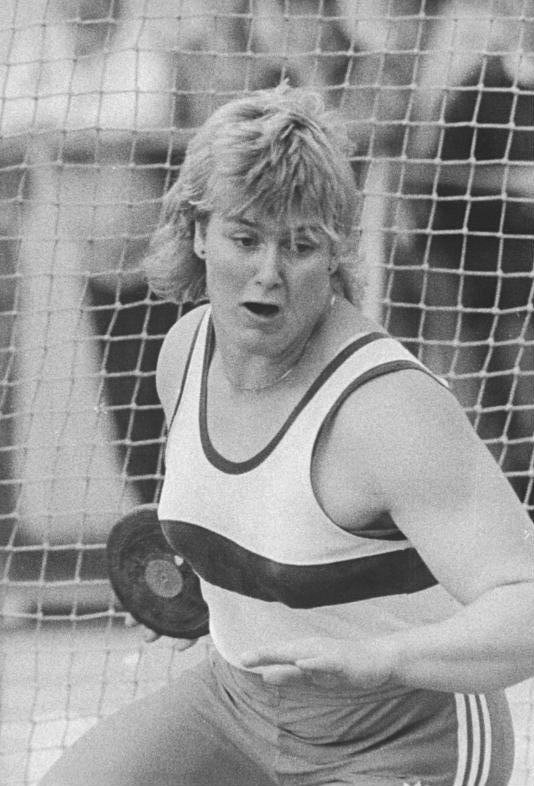
イルケ・ヴィルダ／12月1日没

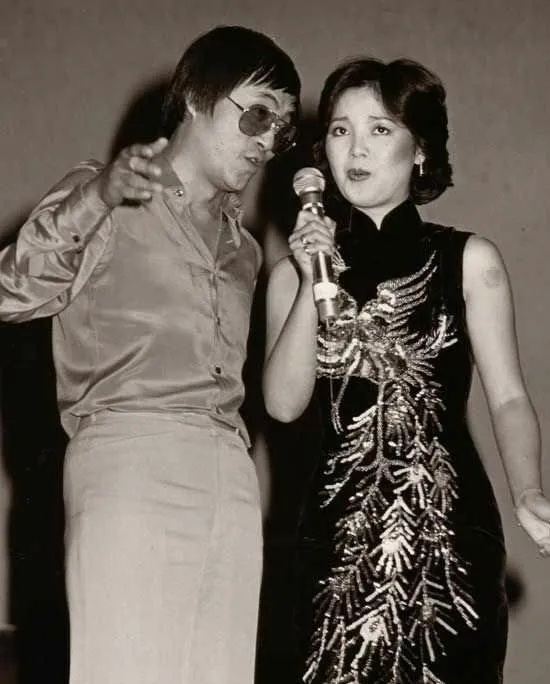
劉家昌（左）／12月2日没

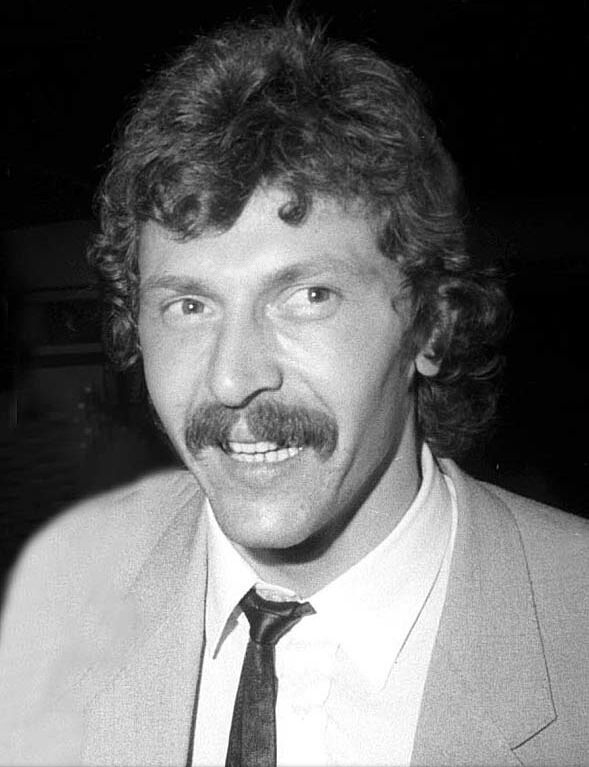
ヘルムート・ドゥカダム／12月2日没

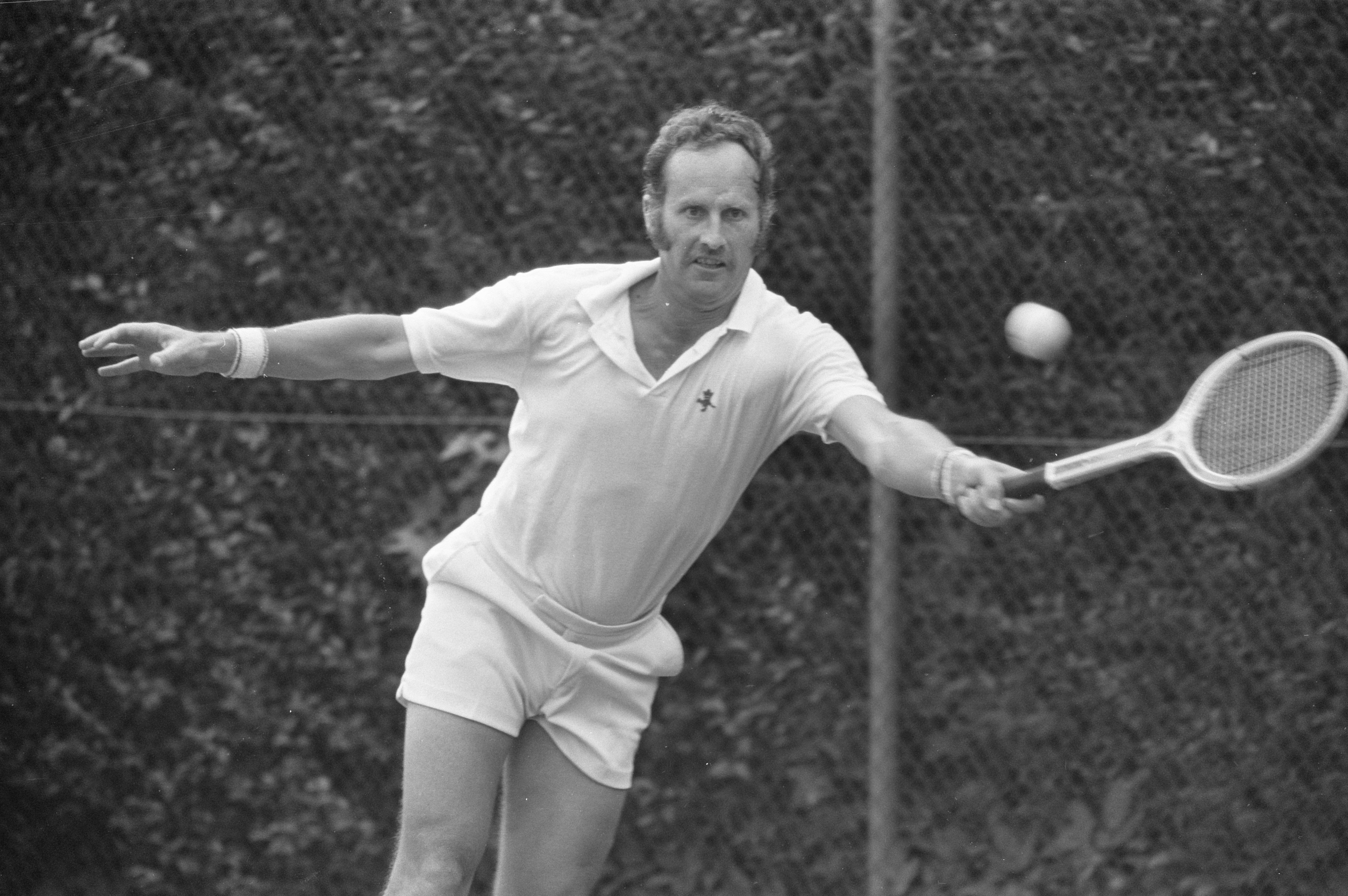
ニール・フレーザー／12月3日没（訃報発表日）

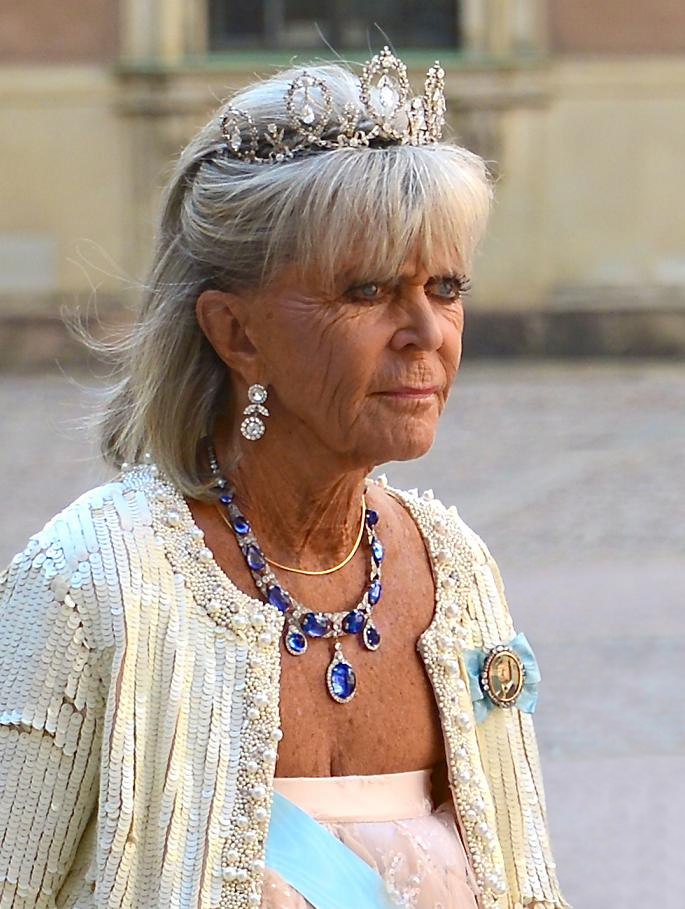
ビルギッタ王女／12月4日没

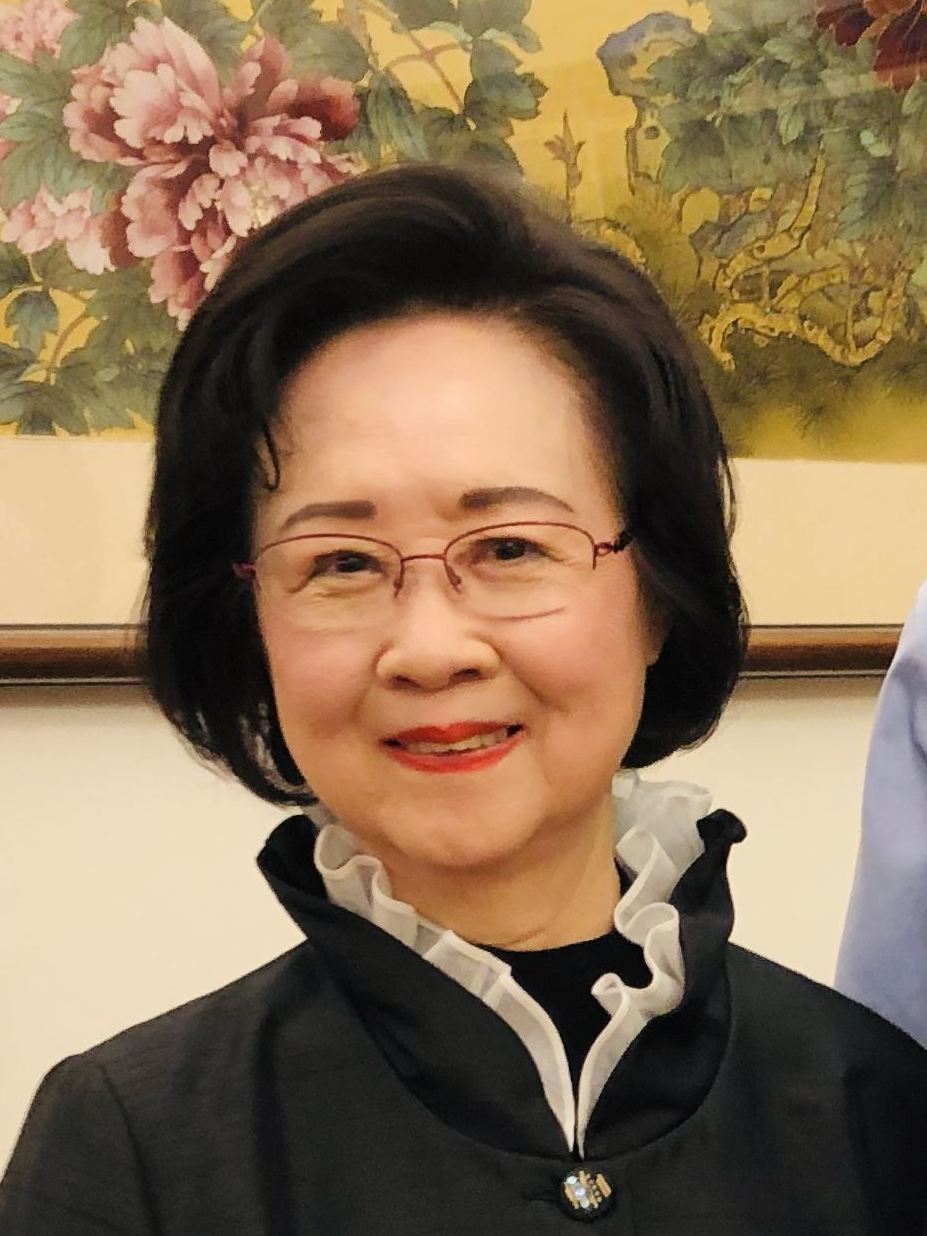
瓊瑤／12月4日没

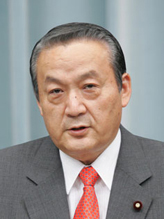
太田誠一／12月4日没

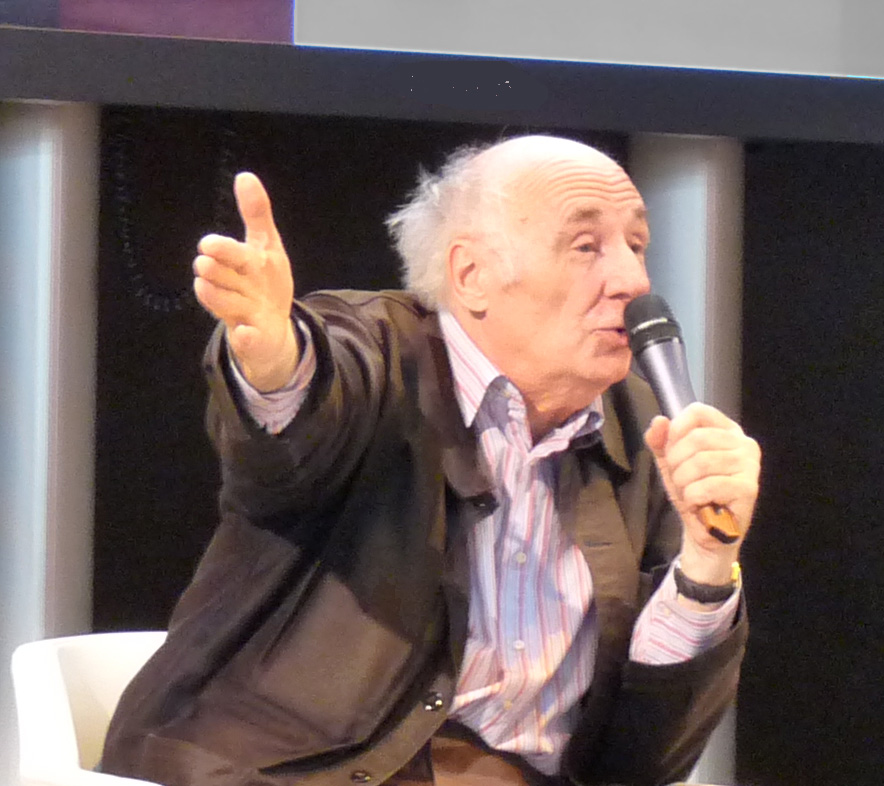
ジャック・ルーボー／12月5日没

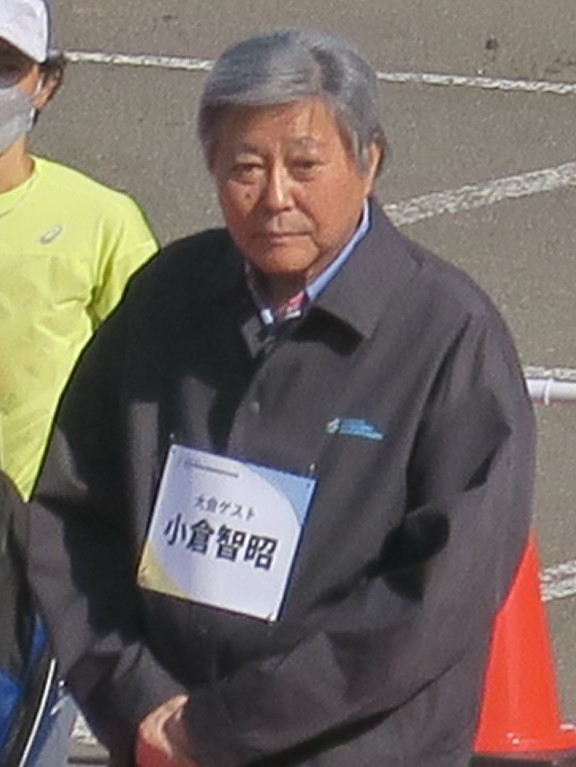
小倉智昭／12月9日没

桑江朝千夫／12月9日没

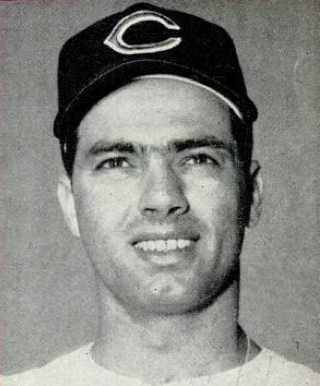
ロッキー・コラビト／12月10日没

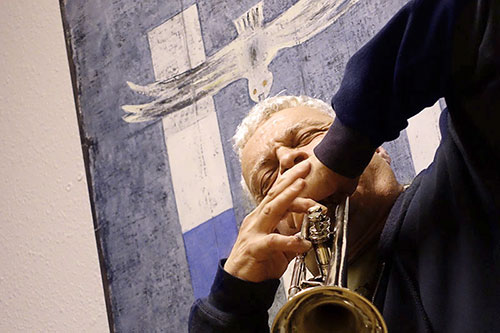
ハーブ・ロバートソン／12月11日没

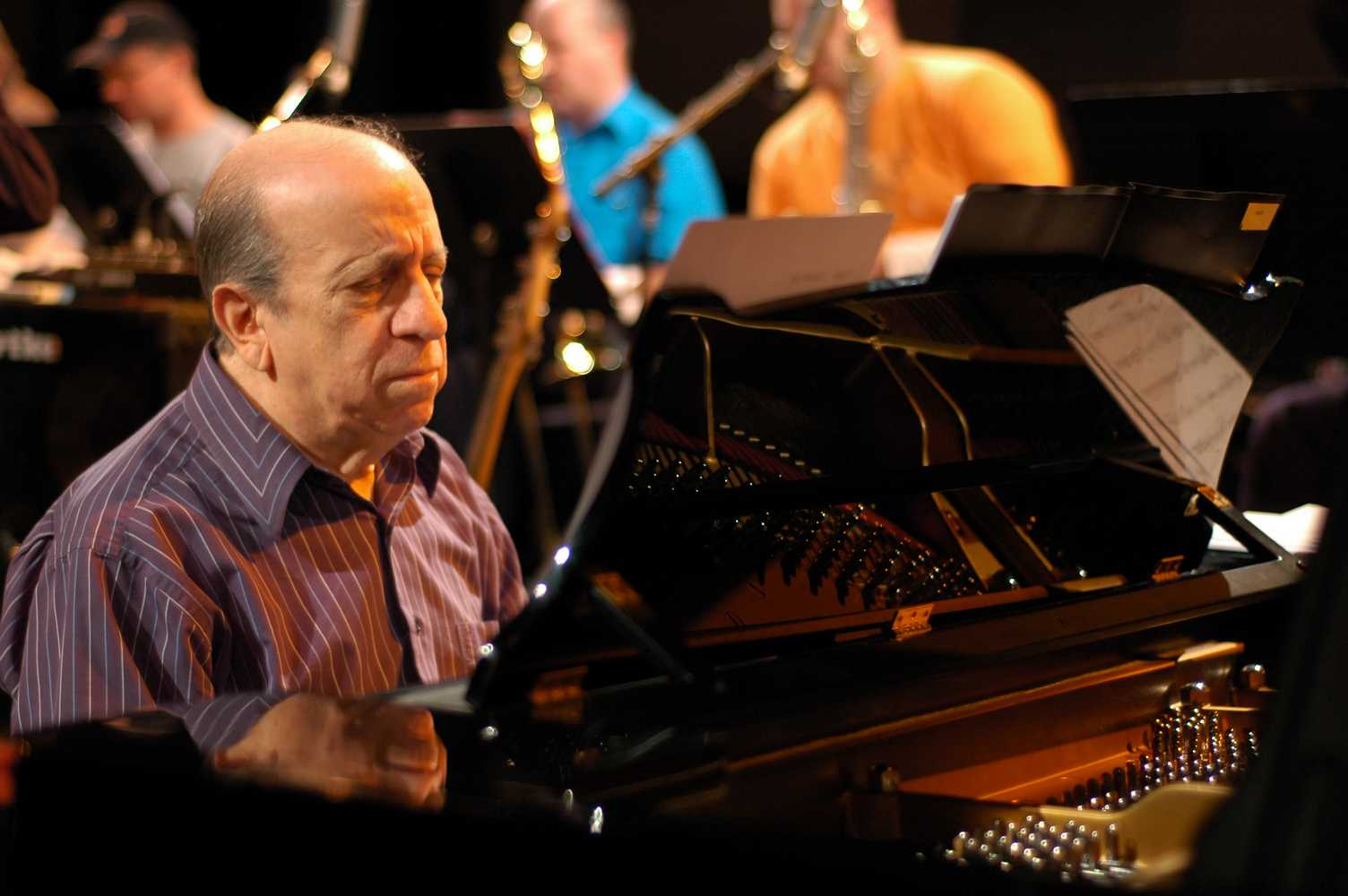
マーシャル・ソラール／12月12日没

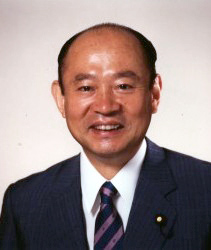
野沢太三／12月12日没

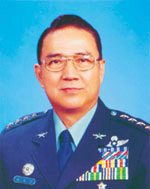
李天羽／12月12日没

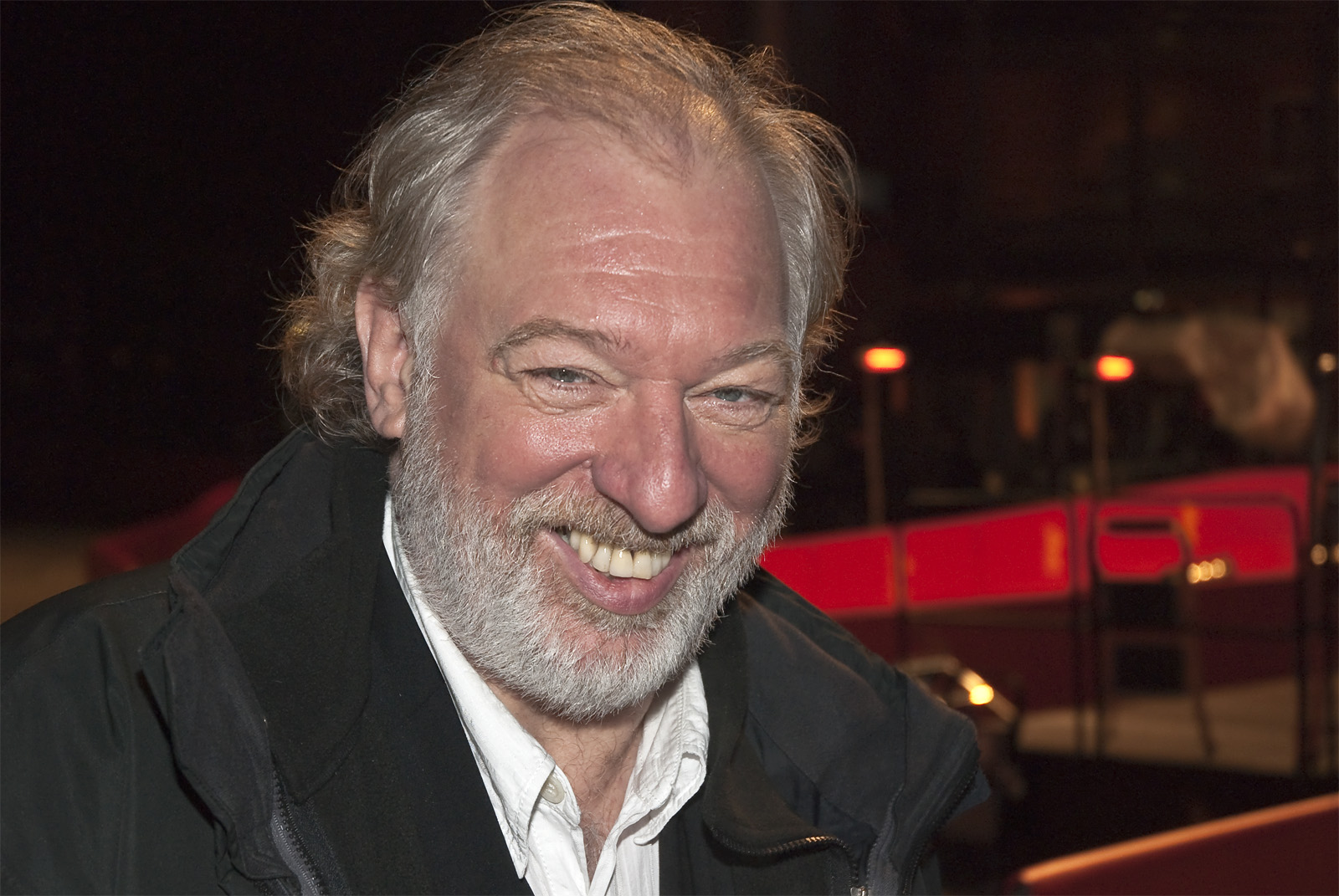
ヴォルフガング・ベッカー／12月12日没

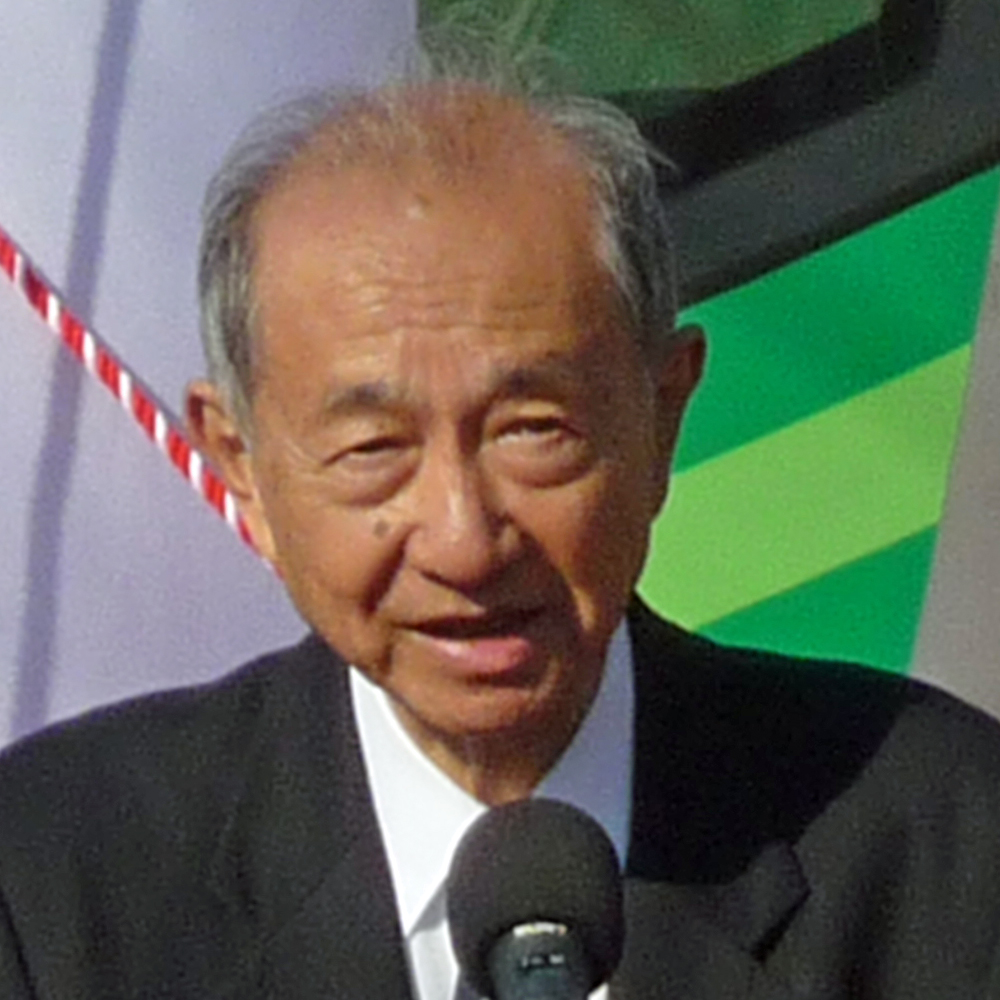
須田寛／12月13日没

- 12月1日 - 石原一子、日本の実業家、元高島屋常務取締役（* 1924年）[1]
- 12月1日 - フレッド・ユッシ（英語版、エストニア語版）、アルバ出身のソビエト連邦、エストニアの動物学者、自然写真家、環境保護運動家、作家、俳優（* 1935年）[2]
- 12月1日 - 中平穂積、日本の写真家、ジャズ喫茶経営者（* 1936年）[3]
- 12月1日（訃報発表日） - カイス・アッ＝ズバイディー（英語版、アラビア語版）、イラクの映画監督、作家（* 1939年）[4]
- 12月1日 - 中村寿文、日本の政治家、元青森県八戸市長、元青森県議会議員（* 1939年）[5]
- 12月1日 - アリウヌ・バダラ・ベイェ（英語版、フランス語版）、セネガルの劇作家、詩人、小説家、公務員、編集者（* 1945年）[6]
- 12月1日 - テリー・グリフィス（英語版、ウェールズ語版）、イギリスの元スヌーカー選手（* 1947年）[7]
- 12月1日 - ニルス・アレストリュプ、フランスの俳優（* 1949年）[8][9]
- 12月1日 - 木内鶴彦、日本のアマチュア天文家、コメットハンター（* 1954年）[10]
- 12月1日 - イルケ・ヴィルダ、東ドイツ、ドイツの元円盤投選手、1996年オリンピック金メダリスト（* 1969年）[11]
- 12月1日 - サンドラ・レイエス（英語版、スペイン語版）、コロンビアの女優（* 1975年）[12]
- 12月1日（訃報発表日） - クレッシェンツォ・ダモーレ（英語版、イタリア語版）、イタリアの元ロードサイクリスト（* 1979年）[13]
- 12月2日 - 正野勝也、日本の実業家、元雪印乳業社長（* 1928年）[14]
- 12月2日 - ポール・マスランスキー（英語版）、アメリカ合衆国の映画プロデューサー、ジャズ・トランペット奏者（* 1933年）[15]
- 12月2日 - ルツィアン・ブリフチ（英語版、ポーランド語版）、ポーランドの元サッカー選手、元同国代表（* 1934年）[16]
- 12月2日 - 岡田正代、日本の脚本家（* 1934年）[17]
- 12月2日 - 童祥苓（中国語版）、中華人民共和国の京劇俳優（* 1935年）[18]
- 12月2日 - ドン・オール、アメリカ合衆国の元プロバスケットボール選手（* 1936年）[19]
- 12月2日 - 康芳夫、日本の国際芸能プロモーター、プロデューサー、俳優（* 1937年）[20]
- 12月2日 - エクトル・グティエレス・パボン（英語版、スペイン語版）、コロンビアのカトリック教会の聖職者、元チキンキラ（英語版）・エンガティバ（英語版）教区司教、元カリ教区補佐司教（* 1937年）[21]
- 12月2日 - マルロス・ノブレ（英語版、ポルトガル語版）、ブラジルの作曲家、ピアニスト、指揮者（* 1939年）[22]
- 12月2日 - 劉家昌、中華民国（台湾）の作曲家、作詞家、歌手、脚本家、映画監督（* 1941年）[23]
- 12月2日 - 門司稔、日本の実業家、元日本興亜損害保険取締役（* 1943年?）[24]
- 12月2日 - 黄紹倫（中国語版）、香港の社会学者、香港大学教授・元副学長・元亜州研究センター主任、元香港樹仁大学校務委員会主席（* 1948年）[25]
- 12月2日 - ヘルムート・ドゥカダム、ルーマニアの元サッカー選手、元同国代表（* 1959年）[26]
- 12月2日（訃報発表日） - フランク・キルヒナー（ドイツ語版）、ドイツのジャズ・サクソフォニスト（* 1961年）[27]
- 12月2日 - イスラエル・バスケス、メキシコの元プロボクサー、元世界ボクシング評議会世界スーパーバンタム級王者（* 1977年）[28]
- 12月3日 - 黄准（中国語版）、中華人民共和国の作曲家（* 1926年）[29]
- 12月3日 - ドニ・ブリア（英語版、フランス語版）、フランスの写真家（* 1928年）[30]
- 12月3日 - 清水多吉、日本の哲学者、立正大学名誉教授（* 1933年）[31]
- 12月3日（訃報発表日） - ニール・フレーザー、オーストラリアの元テニス選手（* 1933年）[32]
- 12月3日 - タン・ホーリャン（英語版、中国語版）、シンガポールの元重量挙げ選手、1960年オリンピック銀メダリスト（* 1933年）[33]
- 12月3日 - 小中陽太郎、日本の作家、評論家、翻訳家、反戦運動家、元日本ペンクラブ理事、元ベトナムに平和を!市民連合メンバー（* 1934年）[34]
- 12月3日 - 宋達鏞（朝鮮語版）、大韓民国の公務員、政治家、元加平郡守・高陽郡守・坡州郡守・高陽市長・坡州市長（* 1934年）[35]
- 12月3日 - フレデリック・ヘンリー（英語版）、カナダのカトリック教会の聖職者、元サンダーベイ・カルガリー教区司教、元ロンドン教区補佐司教（* 1943年）[36]
- 12月3日 - アリ・クラスニチ（英語版、アルバニア語版）、コソボのロマ語文学者、詩人、劇作家、翻訳家（* 1952年）[37]
- 12月3日 - エカテリーナ・オアンチア（英語版、ルーマニア語版）、ルーマニアの元ローリング選手、1984年オリンピック金メダリスト、1988年オリンピック銀・銅メダリスト（* 1954年）[38]
- 12月4日 - 菊間崇祠、日本の高等学校教員、バレーボール指導者、元八王子実践高等学校女子バレーボール部監督（* 1934年）[39]
- 12月4日 - ビルギッタ王女、スウェーデンの王族（* 1937年）[40]
- 12月4日 - 瓊瑤、中華民国（台湾）の小説家（* 1938年）[41]
- 12月4日 - 太田誠一、日本の政治家、第47代農林水産大臣、第22代総務庁長官、元衆議院議員【自由民主党・自由党・新進党所属】（* 1945年）[42]
- 12月4日（訃報発表日） - アル・フィッツモリス（英語版）、アメリカ合衆国の元プロ野球選手（* 1946年）[43]
- 12月4日（訃報発表日） - トニー・ヤング（英語版）、イギリスの元プロサッカー選手（* 1952年）[44]
- 12月4日 - 丸山ひでみ、日本の女優（* 1958年）[45]
- 12月4日 - リュシアン・カッシ＝クアディオ（英語版、フランス語版）、コートジボワールの元サッカー選手、元同国代表（* 1963年）[46]
- 12月4日 - ブライアン・トンプソン（英語版）、アメリカ合衆国の実業家、ユナイテッドヘルスケアの最高経営責任者（* 1974年）[47]
- 12月5日 - 賀川浩、日本のスポーツジャーナリスト、元サッカー選手、元サンケイスポーツ大阪本社編集局長（* 1924年）[48]
- 12月5日 - ジャック・ルーボー、フランスの数学者、詩人、散文家（* 1932年）[49]
- 12月5日 - エフゲニー・ヴェリホフ（英語版、ロシア語版）、ソビエト連邦、ロシアの物理学者、政治家、モスクワ物理工科大学（英語版）名誉教授、元クルチャトフ研究所所長、元ITER評議会議長、元ソ連邦科学アカデミー・ロシア科学アカデミー副総裁、元ソビエト連邦人民代議員大会・ソビエト連邦最高民族会議（英語版）・ロシア共和国最高会議（英語版）議員、元ソビエト連邦共産党中央委員会委員（* 1935年）[50]
- 12月5日 - ノリ隆谷、日本出身のアメリカ合衆国のプロボクシングエージェント、マネージャー（* 1938年）[51]
- 12月5日 - ビル・メルトン（英語版）、アメリカ合衆国の元プロ野球選手（* 1945年）[52]
- 12月5日 - ヒシャーム・カッバーニー（英語版、アラビア語版）、レバノン出身のアメリカ合衆国のナクシュバンディー教団のシャイフ、アメリカイスラーム最高評議会（英語版）創設者（* 1945年）[53]
- 12月5日 - フレデリック・フィニシー（英語版、オランダ語版）、スリナムの政治家、元国民議会議員【国民民主党（英語版）所属】、元ブロコポンド地方コミッショナー（* 1956年または1957年）[54]
- 12月5日 - 我妻利紀、日本の製薬技術者、実業家、第一三共常務執行役員・研究開発本部長（* 1965年?）[55]
- 12月6日 - アンヘラ・アルバレス（英語版、スペイン語版）、キューバ出身のアメリカ合衆国のシンガーソングライター（* 1927年）[56]
- 12月6日 - 中田一良、日本の地方公務員、名寄SL排雪列車（キマロキ）保存会長（* 1928年?）[57]
- 12月6日（訃報発表日） - ディッキー・ロック（英語版）、アイルランドの歌手（* 1936年）[58]
- 12月6日 - 原章、日本の実業家、三洋グラビア創業者（* 1936年?）[59]
- 12月6日 - スタニスワフ・ティム（英語版、ポーランド語版）、ポーランドの俳優、コメディアン、劇作家、コラムニスト、脚本家、舞台監督、映画監督、エンターテイナー（* 1937年）[60]
- 12月6日（訃報発表日） - ヴィタリー・ティルディーラ（英語版、ウクライナ語版）、ソビエト連邦、ウクライナの元セーリング選手、指導者、1972年オリンピック（英語版）金メダリスト（* 1938年）[61]
- 12月6日 - ジャン＝ピエール・リウー（英語版、フランス語版）、フランスの歴史学者（* 1939年）[62]
- 12月6日（訃報発表日） - フェレケゼラ・ムフォコ（英語版）、ジンバブエの政治家、元第二副大統領・大統領代行（* 1940年）[63]
- 12月6日 - 鴻英良、日本の演劇・ロシア芸術思想研究者、元京都造形芸術大学舞台芸術研究センター副所長（* 1948年）[64]
- 12月6日 - 中山美穂、日本の歌手、女優（* 1970年）[65]
- 12月7日 - 雷宇（中国語版）、中華人民共和国の政治家、元広西チワン族自治区副主席、元広州市副市長、元中国共産党広州市委員会常務委員・増城県委員会書記・広東省海南行政区（中国語版）委員会書記、元広東省海南行政区行政公署主任（* 1934年）[66]
- 12月7日 - 佐藤共成、日本の実業家、政治家、元岩手県大迫町長、元大迫町議会議員、元エーデルワイン社長、元早池峰観光社長（* 1935年?）[67]
- 12月7日 - ヨシプ・ヴィテプスキー（英語版、ウクライナ語版）、ソビエト連邦、ウクライナ、アメリカ合衆国の元フェンシング選手、指導者、1968年オリンピック銀メダリスト（* 1938年）[68]
- 12月7日 - マーヴ・レッテンムンド（英語版）、アメリカ合衆国の元プロ野球選手（* 1943年）[69]
- 12月7日 - ジャック・E・ディラウロ（英語版）、アメリカ合衆国の元プロ野球選手（* 1943年）[70]
- 12月7日 - キム・ホンタク（朝鮮語版）、大韓民国のギタリスト（* 1944年）[71]
- 12月7日 - 栗原一芳、日本の宣教師、防災士、元日本キャンパス・クルセード・フォー・クライスト代表（* 1955年）[72]
- 12月7日 - エフゲニー・アレイニコフ（英語版、ロシア語版）、ソビエト連邦、ロシアの元射撃選手、指導者、2000年オリンピック銅メダリスト（* 1967年）[73]
- 12月7日 - 永田希、アメリカ合衆国出身の日本の書評家（* 1979年）[74]
- 12月8日 - 長野和吉、日本の実業家、元三菱ガス化学社長（* 1921年）[75]
- 12月8日 - 三桐慈海、日本の仏教学者、大谷大学名誉教授、元大谷大学短期大学部長（* 1934年）[76]
- 12月8日 - 梅山龍圓、日本の天台宗の僧侶、総本山比叡山延暦寺一山妙行院住職、元延暦寺一山定光院住職、元延暦寺法務部長・教化部長・財務部長（* 1935年）[77]
- 12月8日 - シェリフ・ギョレン（英語版、トルコ語版、ギリシア語版）、ギリシャ出身のトルコの映画監督（* 1944年）[78]
- 12月8日 - 六代目立川ぜん馬、日本の落語家（* 1948年）[79]
- 12月8日 - 池島和喜夫、日本の政治家、中能登町議会議員（* 1951年?）[80]
- 12月8日 - アラン・フュックス（英語版、フランス語版）、スイス出身のフランスの化学者、元PSL大学学長、元パリ南大学化学物理学研究所創設者・所長（* 1953年）[81]
- 12月8日 - ニコス・サルガニス（英語版、ギリシア語版）、ギリシャの元プロサッカー選手、元同国代表（* 1954年）[82]
- 12月8日 - ロベルト・ゴメス（英語版）、ドミニカ共和国の元プロ野球選手（* 1989年）[83]
- 12月9日 - ダルトン・トレヴィサン（英語版、ポルトガル語版）、ブラジルの作家（* 1925年）[84]
- 12月9日 - ゲルト・ハイデマン（英語版、ドイツ語版）、ドイツのジャーナリスト（* 1931年）[85]
- 12月9日 - 前山隆、日本の文化人類学者、元阪南大学教授、元サンパウロ大学助教授、元信州大学・筑波大学・静岡大学教員（* 1933年）[86]
- 12月9日 - テリー・デイヴィス（英語版）、イギリスの政治家、元庶民院議員、元欧州評議会事務局長（* 1938年）[87]
- 12月9日（訃報発表日） - ニッキ・ジョヴァンニ（英語版）、アメリカ合衆国の詩人、芸術運動家、公民権運動家、バージニア工科大学教授（* 1943年）[88]
- 12月9日 - 小倉智昭、日本のアナウンサー、司会者、タレント、実業家（* 1947年）[89]
- 12月9日 - 大島力、日本の聖書学者、青山学院大学名誉教授（* 1953年）[90]
- 12月9日 - 桑江朝千夫、日本の政治家、沖縄県沖縄市長、元沖縄市議会・沖縄県議会議員（* 1956年）[91]
- 12月9日 - 打越正行、日本の社会学者、和光大学専任講師（* 1979年）[92]
- 12月10日 - S・M・クリシュナ（英語版、カンナダ語版）、インドの政治家、元外相、元ラージヤサバー・ロークサバー議員、元マハーラーシュトラ州知事、元カルナータカ州首相・副首相、元カルナータカ州議会下院（英語版）議員・議長、元カルナータカ州議会上院（英語版）議員（* 1932年）[93]
- 12月10日 - ロッキー・コラビト、アメリカ合衆国の元プロ野球選手、指導者、スポーツ解説者（* 1933年）[94]
- 12月10日 - ドナルド・ビッツァー、アメリカ合衆国の電子工学者、計算機科学者、プラズマディスプレイの共同発明者、ノースカロライナ州立大学教授（* 1934年）[95]
- 12月10日 - マイケル・コール（英語版）、アメリカ合衆国の俳優（* 1940年）[96]
- 12月10日 - マヒーディーン・ハーレフ（英語版、アラビア語版）、アルジェリアの元サッカー選手、指導者【元同国代表監督】（* 1944年）[97]
- 12月10日 - 田尻康、日本の実業家、元富士通取締役（* 1945年）[98]
- 12月10日 - ジョジー・アラン（英語版、フランス語版）、ベルギーの政治家、アテルト（英語版）市長、元代議院議員、元ワロン地域議会議員（* 1952年）[99]
- 12月10日 - 渡辺憲一、日本の実業家、レック上席副社長（* 1952年?）[100]
- 12月10日 - 兪建華（中国語版）、中華人民共和国の外交官、海関総署署長・共産党委員会書記（* 1961年）[101]
- 12月10日 - 夫景福（朝鮮語版）、大韓民国の弁護士（* 1972年）[102]
- 12月10日（遺体発見日） - マーゼン・アル＝ハマーダ（英語版、アラビア語版）、シリアの政治活動家、政治犯（* 1977年）[103]
- 12月10日（訃報発表日） - 徐超（中国語版）、中華人民共和国のレーシングサイクリスト、指導者（* 1994年）[104]
- 12月11日 - 間宮芳生、日本の作曲家（* 1929年）[105]
- 12月11日 - 松橋通生、日本の生物学者、東京大学名誉教授（* 1931年）[106]
- 12月11日 - 萩原貢、日本の詩人（* 1933年?）[107]
- 12月11日 - 高橋悦男、日本の俳人、俳人協会顧問（* 1934年）[108]
- 12月11日 - 岡本民夫、日本の社会福祉学者、同志社大学名誉教授（* 1936年）[109]
- 12月11日 - ハネス・アンドロシュ（英語版、ドイツ語版）、オーストリアの実業家、政治家、元副首相・財務相（* 1938年）[110]
- 12月11日 - 市川捷護、日本の音楽プロデューサー、映像プロデューサー、ライター（* 1941年）[111]
- 12月11日（訃報発表日） - ジム・リーチ（英語版）、アメリカ合衆国の政治家、元全米人文科学基金議長、元下院議員（* 1942年）[112]
- 12月11日 - 藤原清悦、日本の銀行家、元秋田銀行頭取、元秋田県経営者協会会長（* 1943年）[113]
- 12月11日 - 中井敏郎、日本の実業家、東亜薬品会長・元社長、元富山県薬業連合会会長（* 1944年）[114]
- 12月11日 - 吉田修、日本の実業家、知多鋼業代表取締役会長・社長（* 1946年）[115]
- 12月11日 - 二木浩三、日本の実業家、アールシーコア創業者（* 1947年）[116]
- 12月11日 - 古谷松雄、日本の実業家、政治家、元埼玉県杉戸町長、元杉戸町議会議員、青翔運輸創業者・元会長・元社長（* 1950年）[117]
- 12月11日 - ハーブ・ロバートソン、アメリカ合衆国のジャズ・トランペット奏者、作曲家、即興演奏家（* 1951年）[118]
- 12月11日 - コリン・アラル（英語版、ヘブライ語版）、チュニジア出身のイスラエルのロック・ミュージシャン、シンガーソングライター（* 1955年）[119]
- 12月11日 - 中島圭一、日本の実業家、元シチズンマシナリー社長（* 1958年）[120]
- 12月11日 - ハリル・ラフマン・ハッカーニ、アフガニスタンの軍事指導者、政治家、難民相、ハッカーニ・ネットワークの指導者（* 1966年）[121]
- 12月11日 - 廣瀬敬彦、日本の教育者、高校野球指導者、元福島県立磐城高等学校野球部監督、元いわき市体育協会会長（* 生年不明）[122]
- 12月12日 - マーシャル・ソラール、フランスのジャズ・ピアニスト、作曲家、編曲家、指揮者（* 1927年）[123]
- 12月12日 - アーニー・ベック（英語版）、アメリカ合衆国の元プロバスケットボール選手（* 1931年）[124]
- 12月12日 - ウィリアム・P・ムルクヴィー（英語版）、アメリカ合衆国の元プロバスケットボール選手（* 1931年）[125]
- 12月12日 - 野沢太三、日本の政治家、第72・73代法務大臣、元参議院議員【自由民主党所属】（* 1933年）[126]
- 12月12日 - アマウリ・パソス（英語版、ポルトガル語版）、ブラジルの元プロバスケットボール選手、元同国代表、1960年・1964年オリンピック銅メダリスト（* 1935年）[127]
- 12月12日 - 小宮山乃理子（桂典子）、日本の女優（* 1936年?）[128]
- 12月12日 - 手島達也、日本の実業家、元東邦亜鉛社長（* 1946年）[129]
- 12月12日 - 李天羽、中華民国（台湾）の空軍軍人、政治家、中華民国空軍上将、元国防部部長、元参謀総長、元空軍総司令（* 1946年）[130]
- 12月12日（訃報発表日） - ダン・グレク（英語版、ルーマニア語版）、ルーマニアの元体操選手、1976年オリンピック銅メダリスト（* 1950年）[131]
- 12月12日 - 村田理如、日本の実業家、元村田製作所専務（* 1950年?）[132]
- 12月12日 - 朴晙雨（朝鮮語版）、大韓民国の外交官、元大統領秘書室政務首席秘書官、元駐シンガポール・ベルギー・欧州連合大使（* 1953年）[133]
- 12月12日 - ヴォルフガング・ベッカー、ドイツの映画プロデューサー、俳優、映画監督（* 1954年）[134]
- 12月12日 - 平野富士雄、日本の実業家、細田工務店会長（* 1956年）[135]
- 12月12日 - ユーセフ・ブージーディー（英語版、フランス語版）、アルジェリアのサッカー指導者（* 1957年）[136]
- 12月12日 - 香川元太郎、日本のイラストレーター、絵本作家（* 1959年）[137]
- 12月12日 - フェトヒー・アル＝ハッダーウィー（英語版、アラビア語版、フランス語版）、チュニジアの俳優（* 1961年）[138]
- 12月12日 - ムラヨシマサユキ、日本の料理研究家（* 1978年）[139]
- 12月12日 - 電磁幽体、日本の作家（* 生年不明）[140]
- 12月13日 - 須田寛、日本の実業家、元JR東海社長（* 1931年）[141]
- 12月13日（訃報発表日） - チャールズ・ハンディ（英語版）、アイルランドの経営学者、組織行動学者（* 1932年）[142]
- 12月13日 - ロレイン・オグレイディ（英語版）、アメリカ合衆国のコンセプチュアル・アーティスト（* 1934年）[143]
- 12月13日 - 西川章、日本の実業家、元三菱マテリアル社長（* 1935年）[144]
- 12月13日 - 松谷克、日本の実業家、元日本紙パルプ商事代表取締役社長・会長（* 1938年）[145]
- 12月13日 - ロナルド・ロック（英語版）、アメリカ合衆国の元プロ野球選手（* 1939年）[146]
- 12月13日 - カーター・エッカート、アメリカ合衆国の韓国学者、ハーバード大学名誉教授、元ハーバード韓国学研究所所長（* 1945年）[147]
- 12月13日 - ダイアン・デラーノ（英語版）、アメリカ合衆国の女優（* 1957年）[148]
- 12月13日（訃報発表日） - カーロフ・ラガード・ジュニア（英語版）、メキシコの元プロレスラー（* 1970年）[149]
- 12月14日 - イスラエル・チャルニー（英語版、ヘブライ語版）、アメリカ合衆国出身のイスラエルの歴史学者、ジェノサイド研究者（* 1931年）[150]
- 12月14日 - 同前雅弘、日本の実業家、元大和証券社長（* 1936年）[151]
- 12月14日 - フランス・ケルヴェル（英語版、オランダ語版）、オランダの元プロサッカー選手、指導者（* 1937年）[152]
- 12月14日 - ジョン・スプラット（英語版）、アメリカ合衆国の政治家、元下院議員（* 1942年）[153]
- 12月14日（訃報発表日） - ミルチェア・ディアコヌ（英語版、ルーマニア語版）、ルーマニアの俳優、政治家、元文化相、元欧州議会議員、元元老院議員（* 1949年）[154]
- 12月14日 - イサク・アンディッチ（英語版、スペイン語版、トルコ語版）、トルコ出身のスペインの実業家、マンゴー（英語版）創業者（* 1953年）[155]
- 12月14日 - ケヴィン・アンドリューズ（英語版）、オーストラリアの政治家、元国防相・社会サービス相・移民市民権相・雇用職場関係相・高齢化相、元代議院議員（* 1955年）[156]
- 12月14日 - クラウス・ヴェッラー（英語版、ドイツ語版）、ドイツの元ハンドボール選手、元同国代表、1984年オリンピック銀メダリスト（* 1956年）[157]
- 12月15日 - 小泉妙、日本の随筆家（* 1925年）[158]
- 12月15日 - 吉道勇、日本の政治家、元大阪府貝塚市長（* 1927年）[159]
- 12月15日 - 金基亨（朝鮮語版）、大韓民国の政治家、元議政府市長（* 1931年）[160]
- 12月15日 - 笹森恵子（英語版）、日本出身のアメリカ合衆国の被爆者（* 1932年）[161]
- 12月15日 - アンドルー・ベネット（英語版）、イギリスの政治家、元庶民院議員【労働党所属】（* 1939年）[162]
- 12月15日 - 加藤正幸（中国語版）、日本の実業家、日本ファルコム取締役会長・創業者（* 1946年）[163]
- 12月15日 - 金岡憲雄、日本の実業家、元静わさび顧問（* 1946年?）[164]
- 12月15日 - 石田保夫、日本の実業家、SUS創業者・社長（* 1950年）[165]
- 12月15日 - 堀啓二、日本の建築家、共立女子大学・共立女子短期大学学長（* 1957年）[166]

## 16日 - 31日

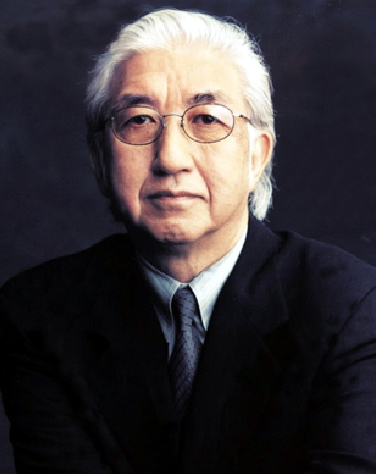
谷口吉生／12月16日没

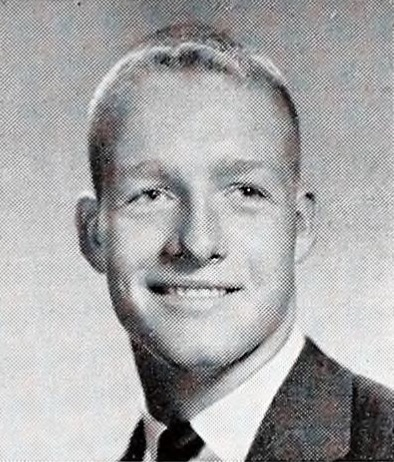
ディック・ヴァン・アースデイル／12月16日没

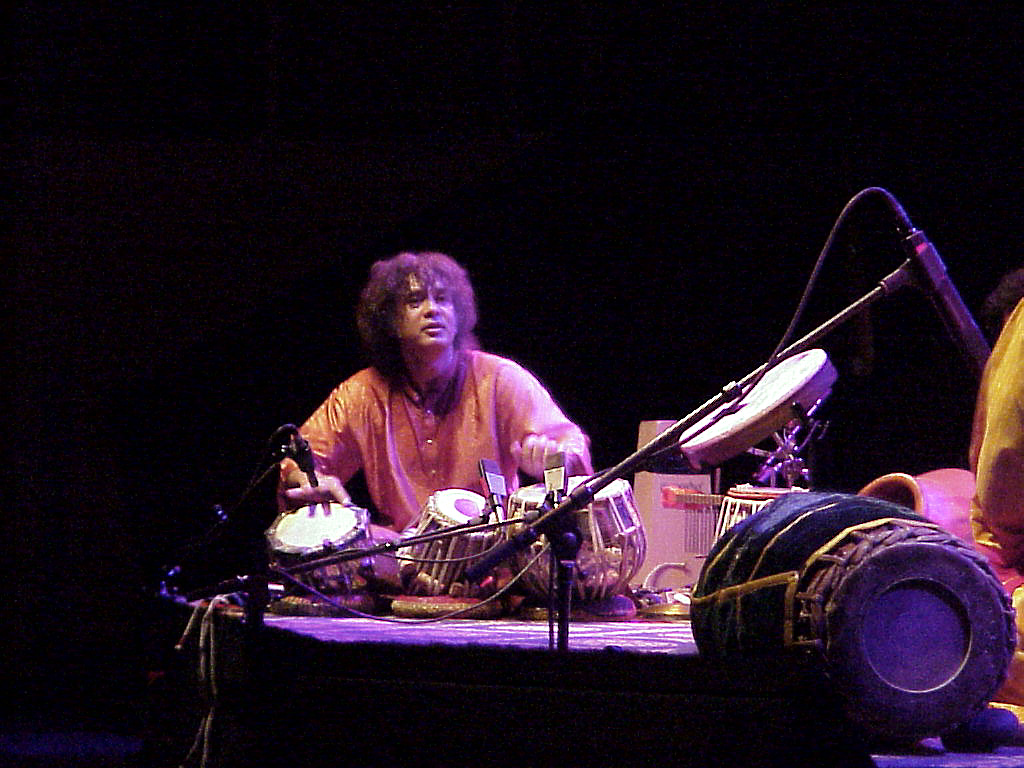
ザキール・フセイン／12月16日没（訃報発表日）

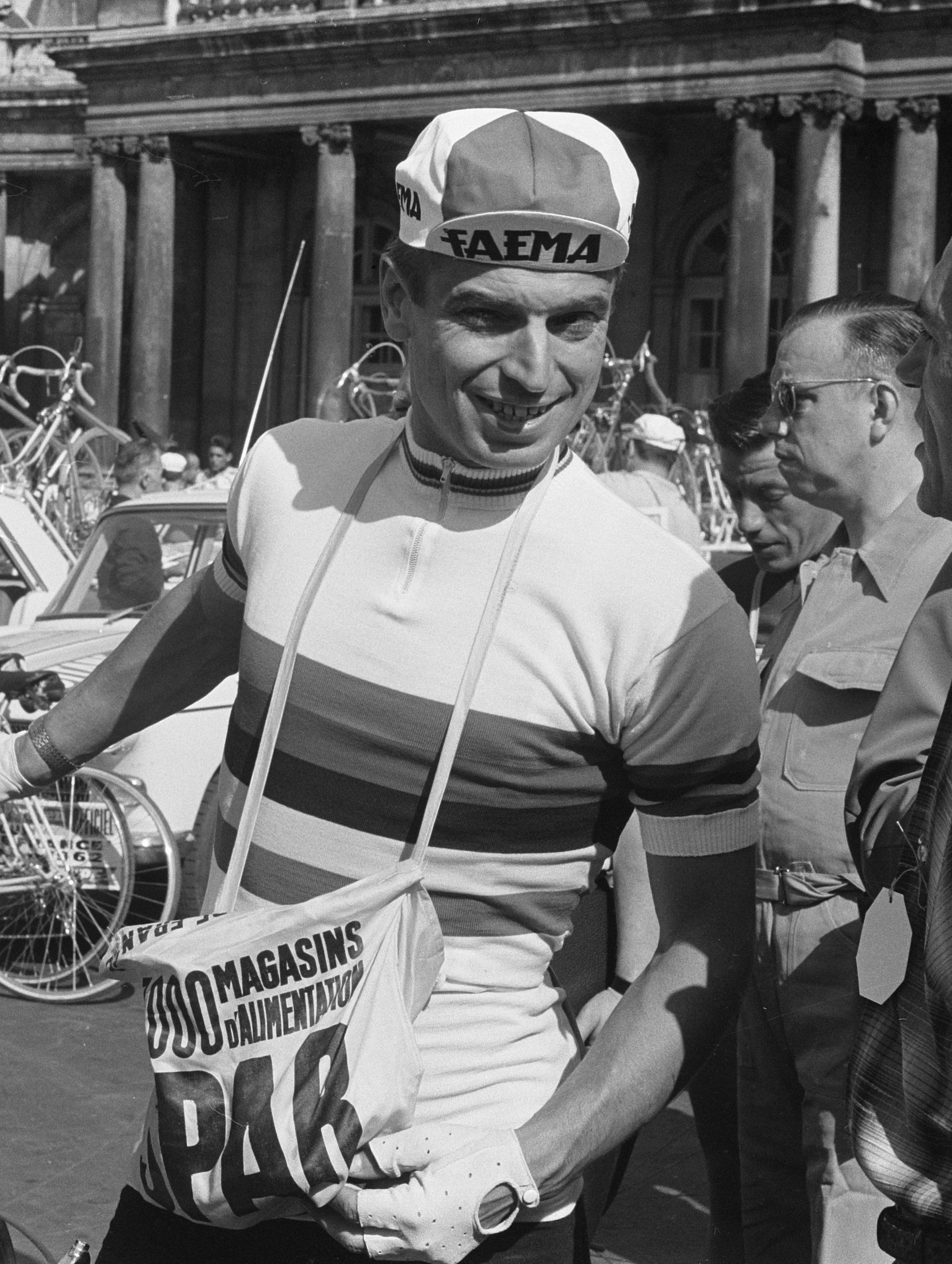
リック・ファン・ローイ／12月17日没

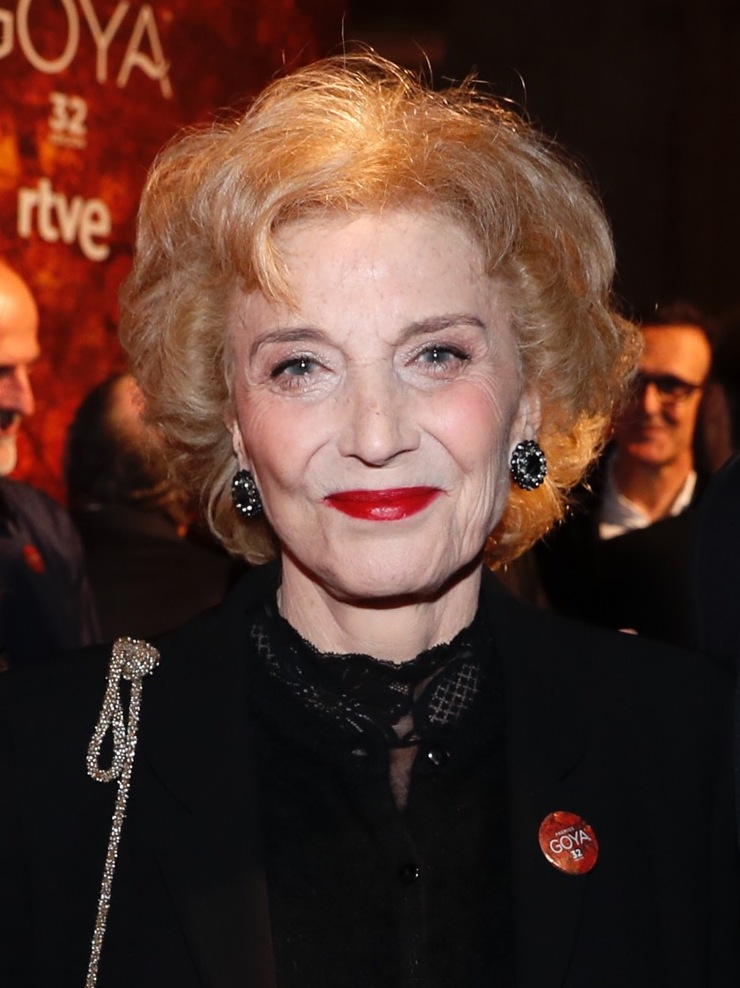
マリサ・パレデス／12月17日没（訃報発表日）

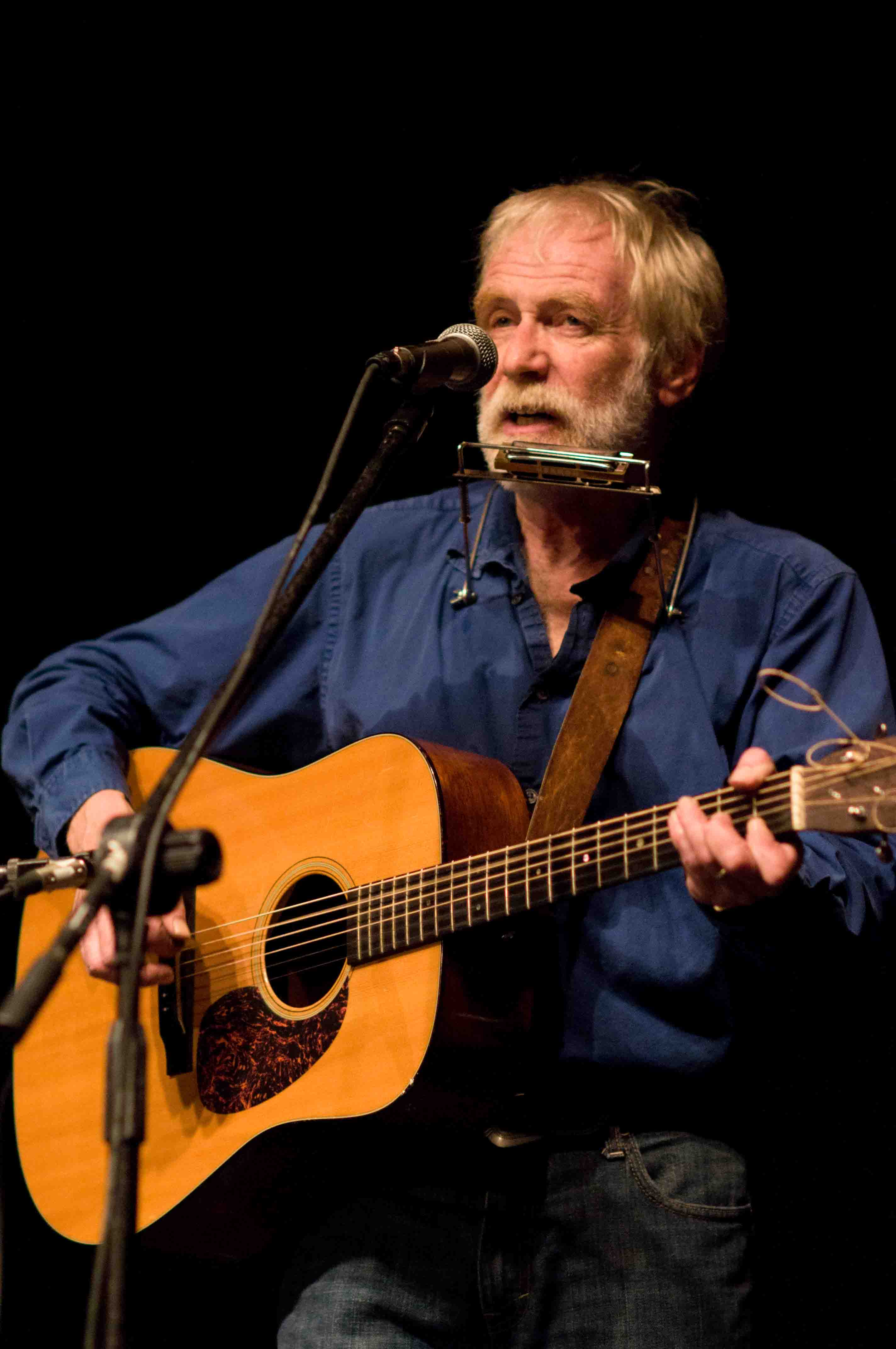
デイヴィッド・マレット／12月17日没

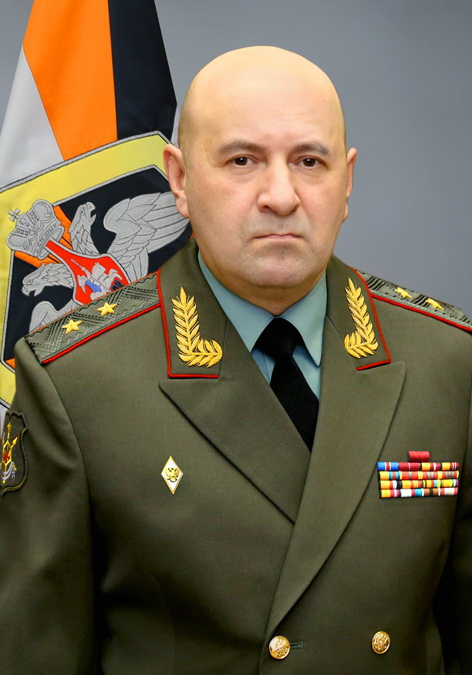
イゴール・キリロフ／12月17日没

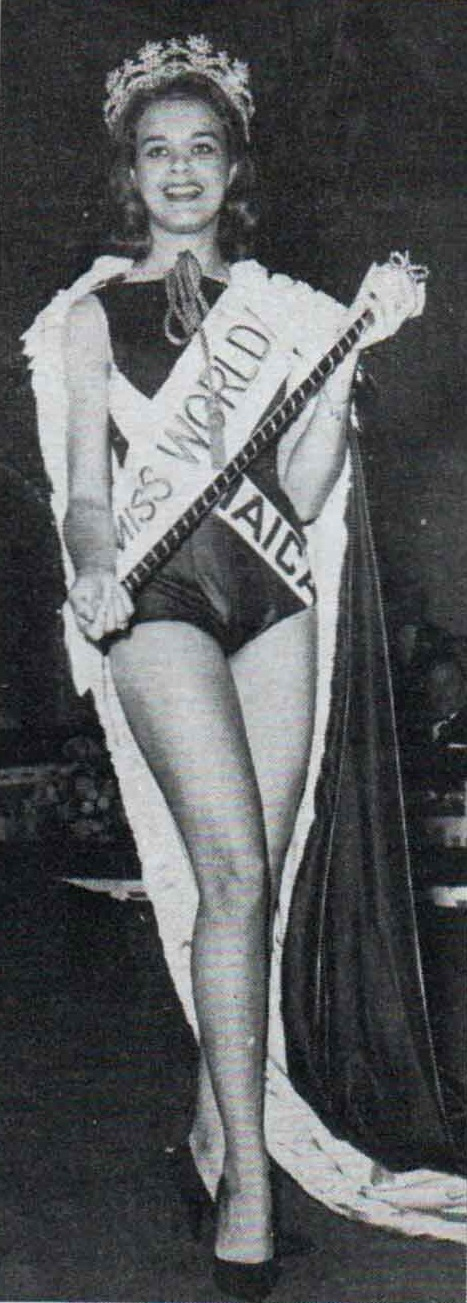
キャロル・J・クローフォード／12月18日没

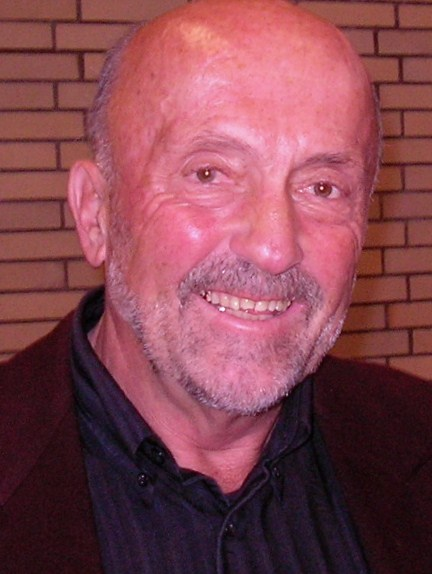
クラウス・ヴォルファーマン／12月18日没

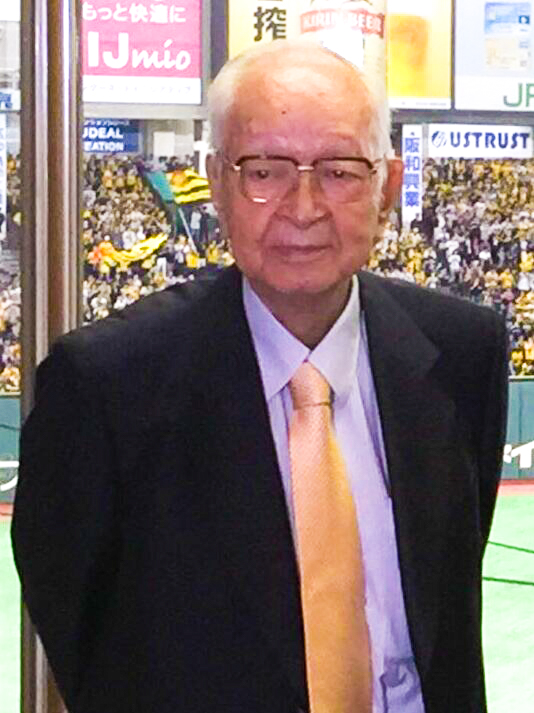
渡邉恒雄／12月19日没

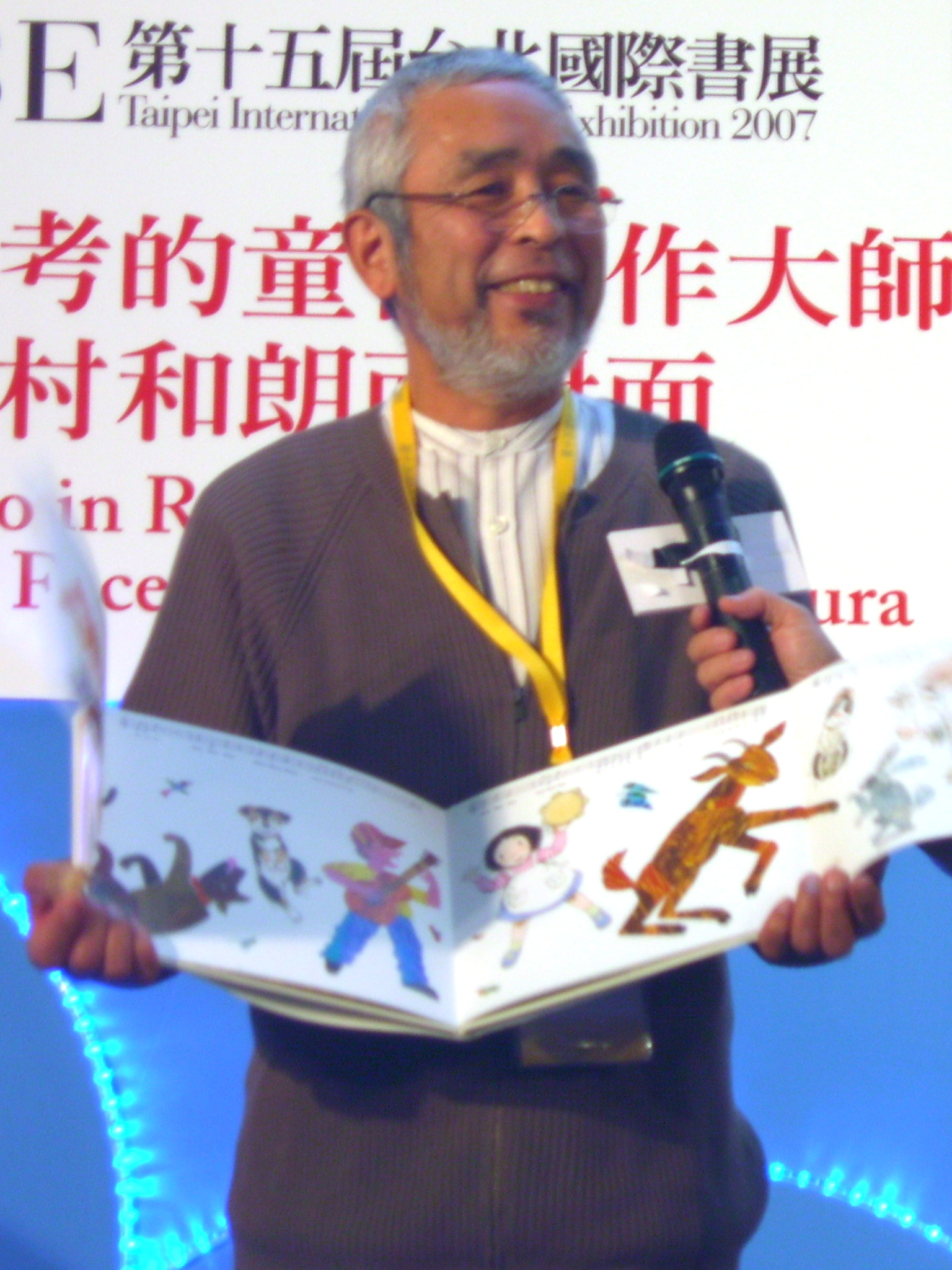
いわむらかずお／12月19日没

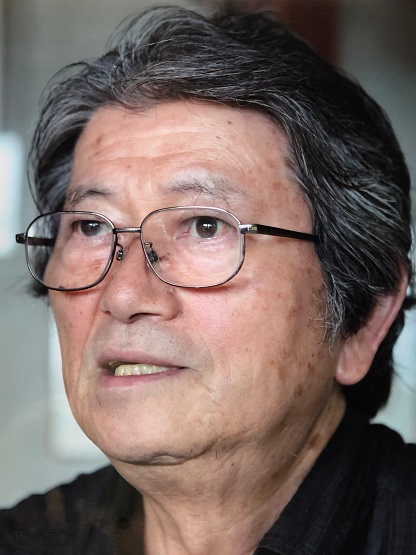
川田順造／12月20日没

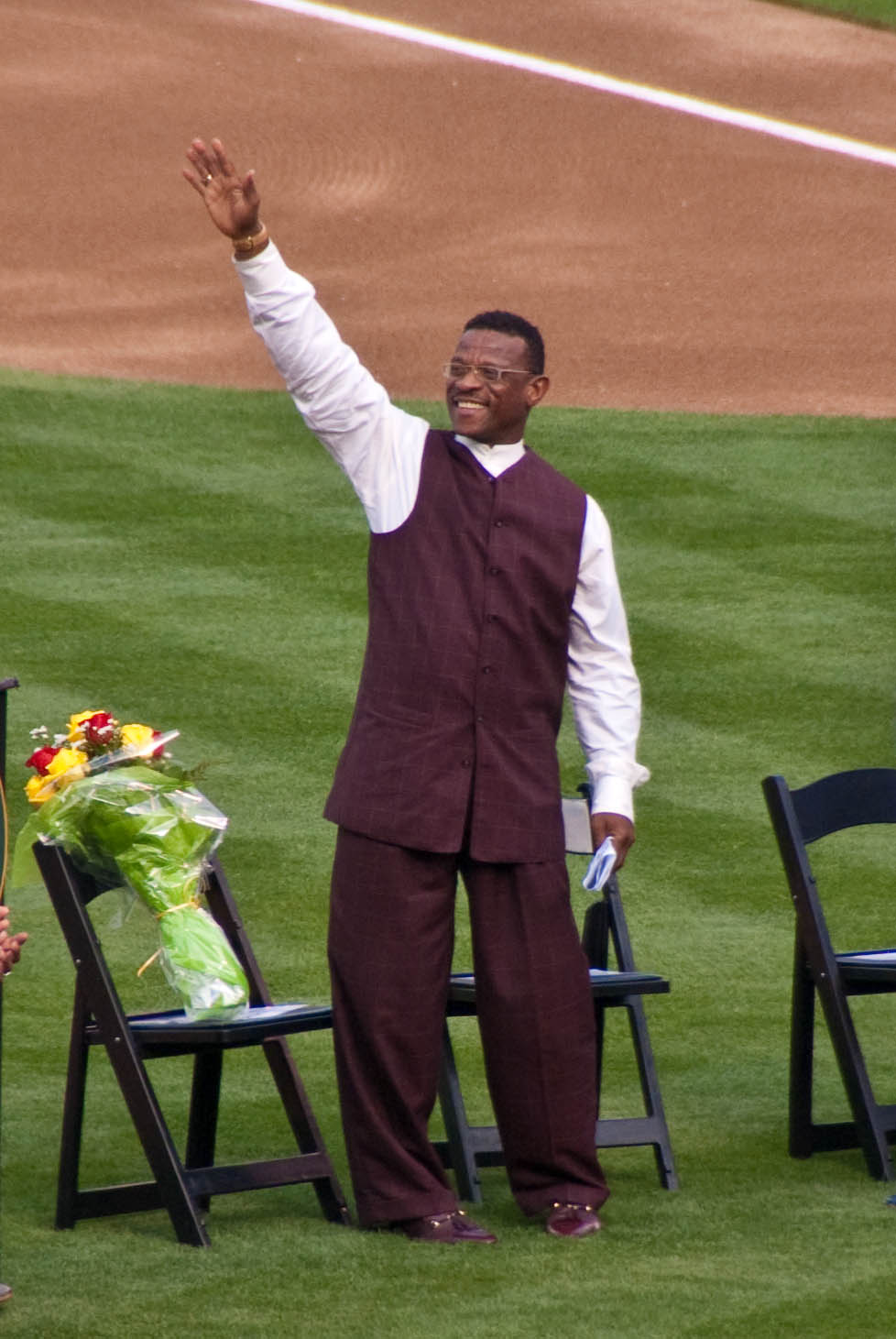
リッキー・ヘンダーソン／12月20日没

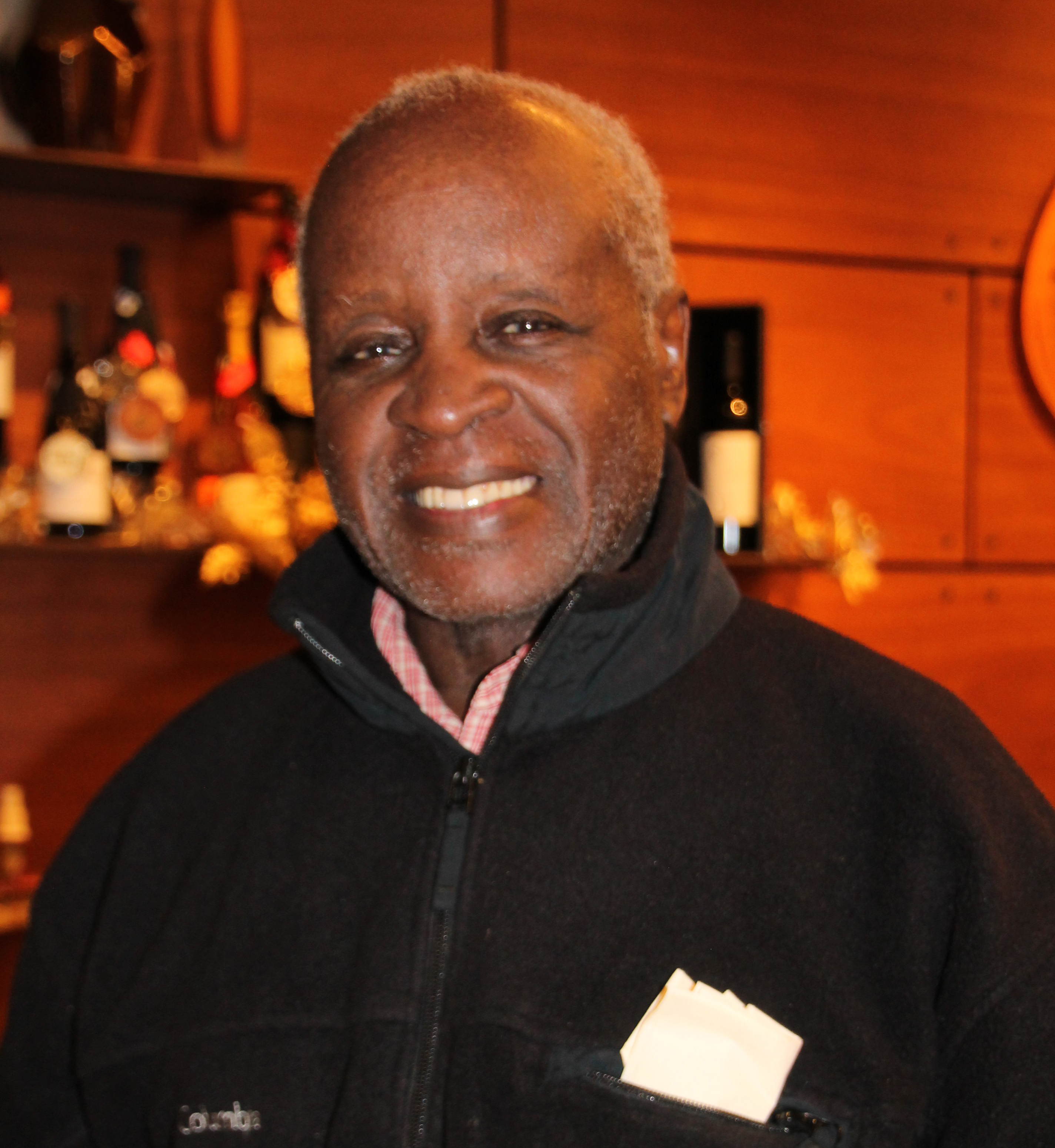
アート・エヴァンス／12月21日没

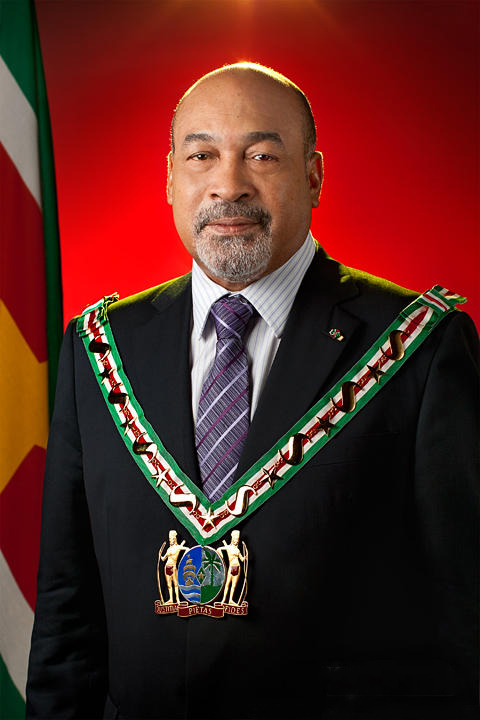
デシ・ボーターセ／12月24日没

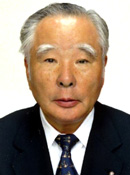
鈴木修／12月25日没

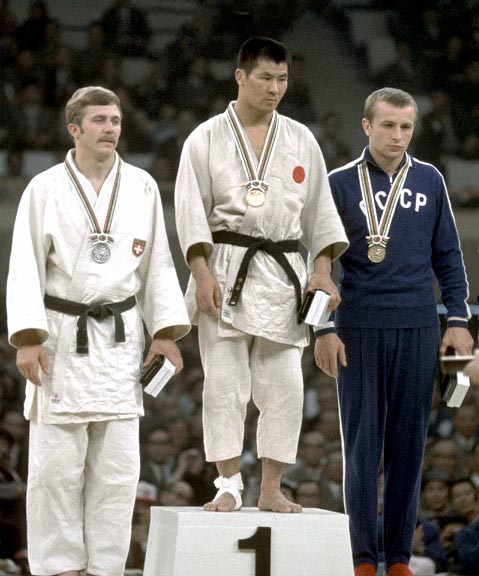
エリック・ヘンニ（左端）／12月25日没

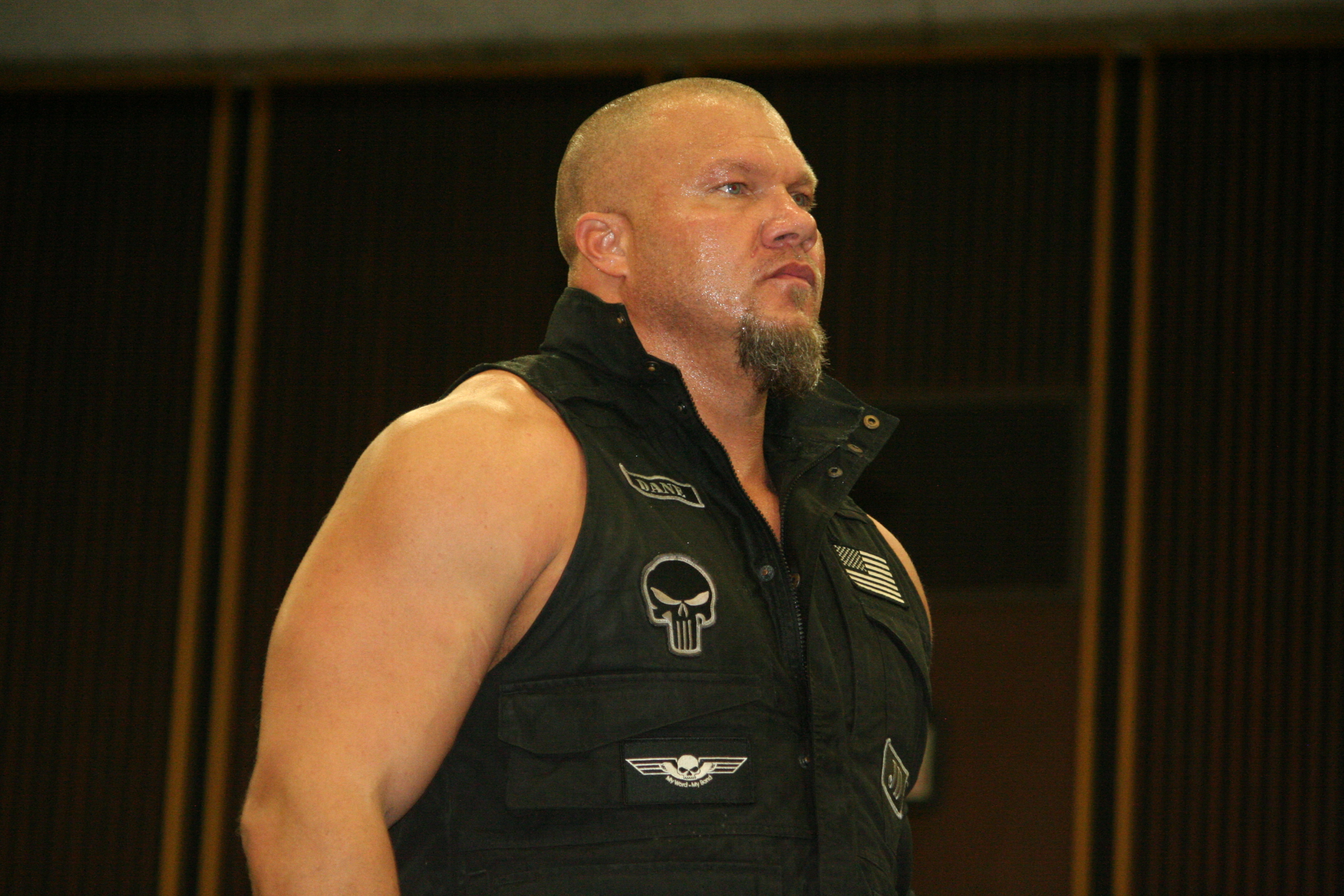
ジャックス・デイン／12月25日没

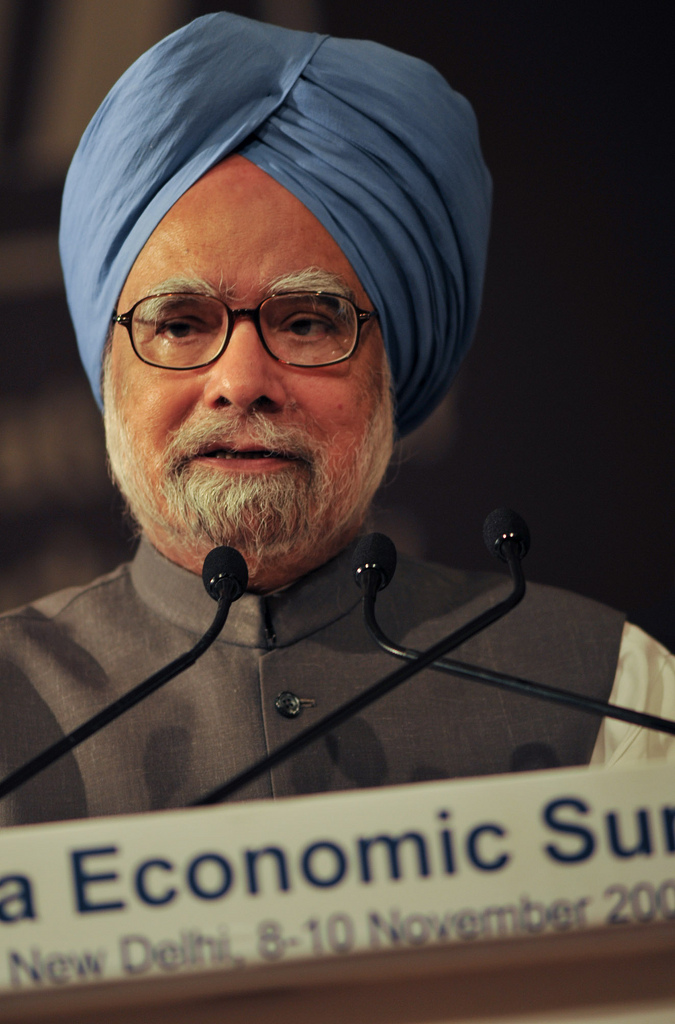
マンモハン・シン／12月26日没

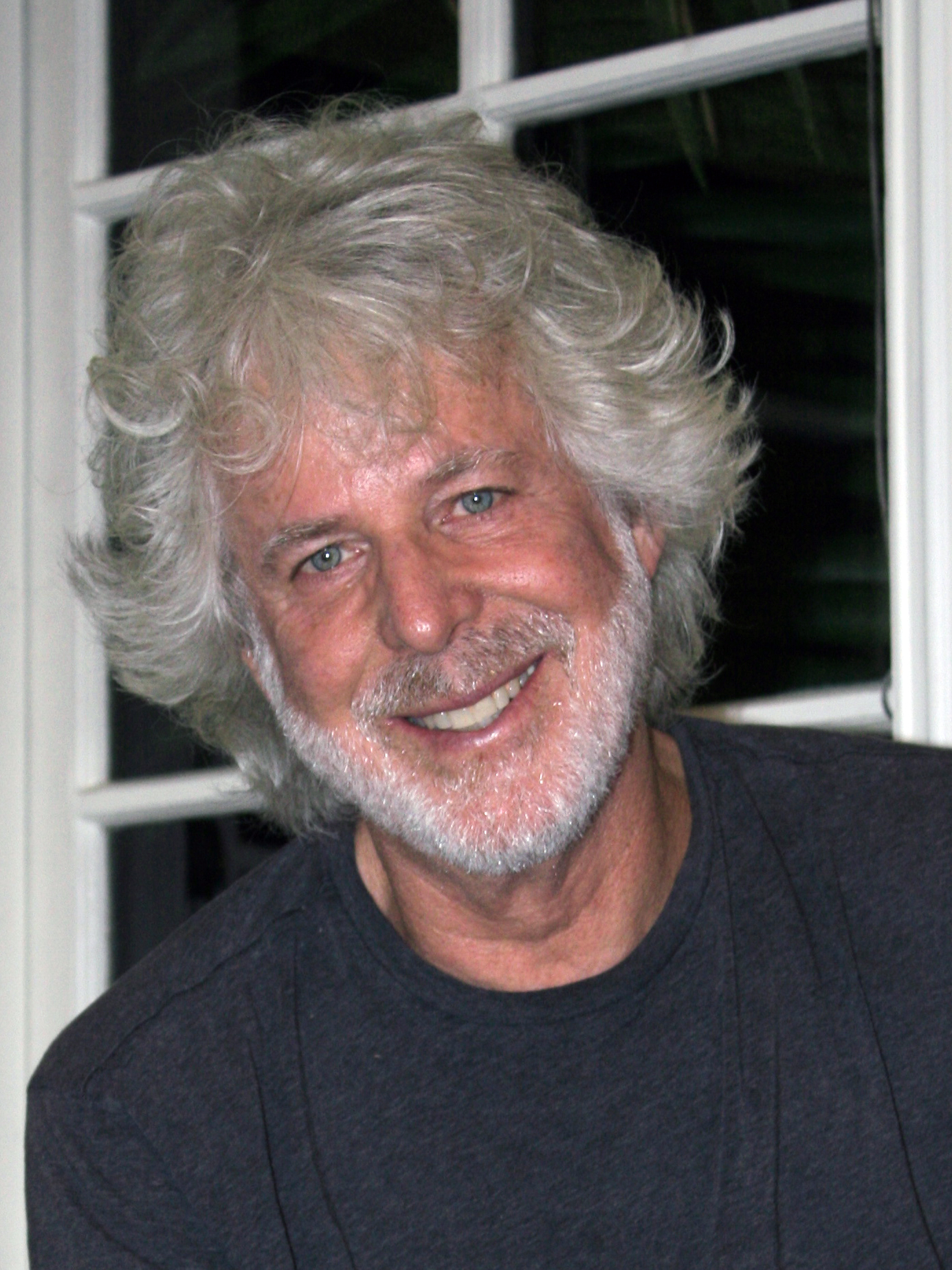
チャールズ・シャイア／12月27日没

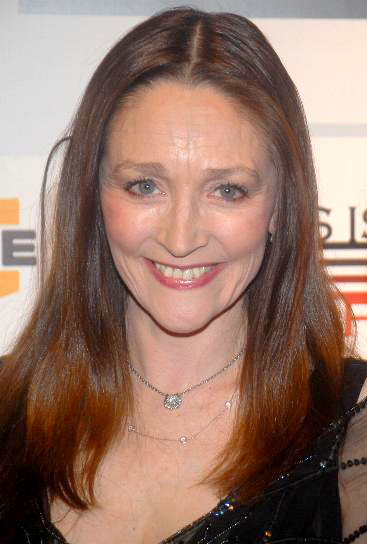
オリビア・ハッセー／12月27日没

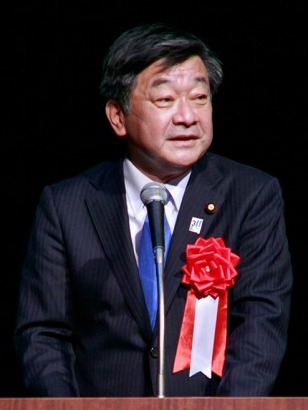
足立敏之／12月27日没

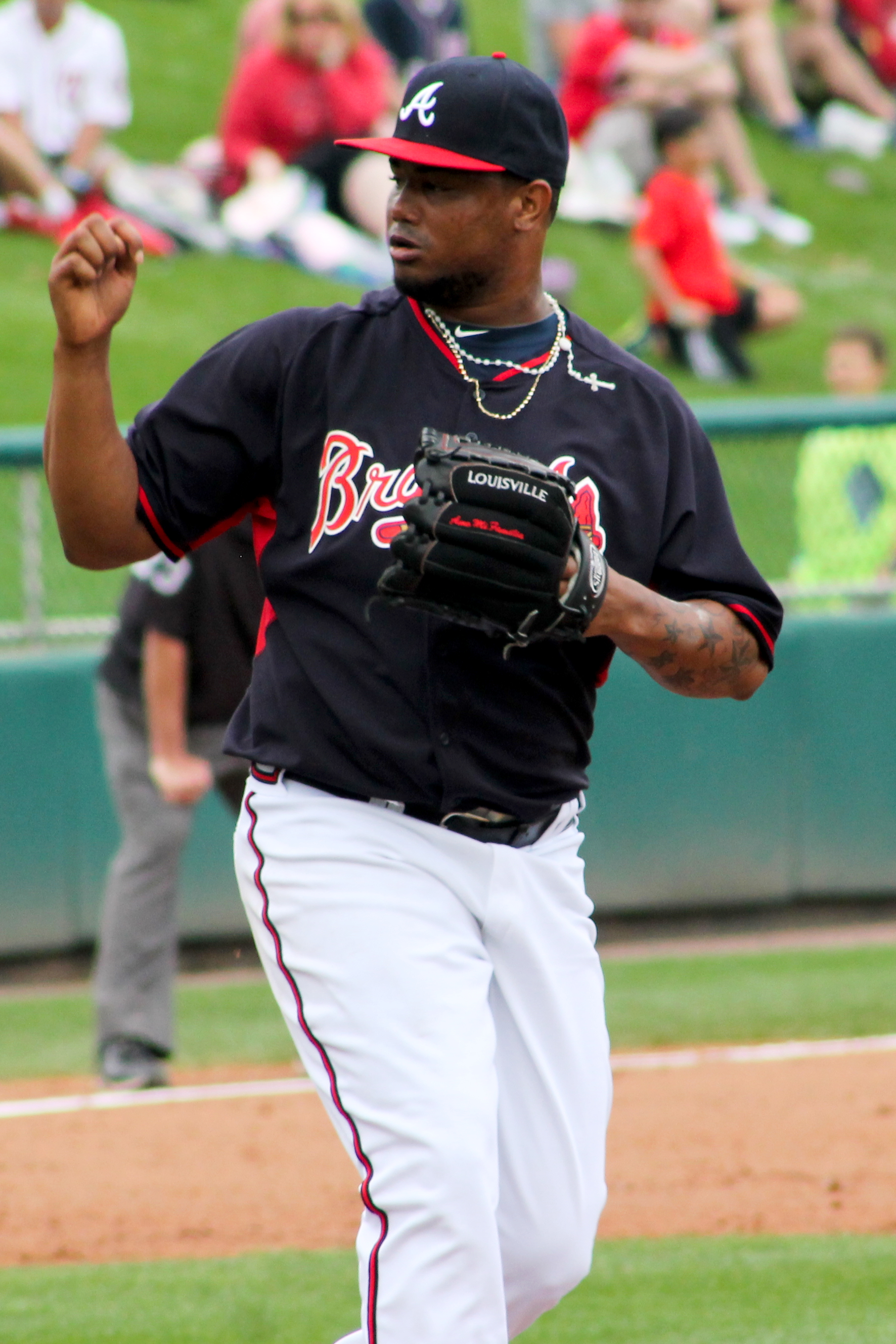
フアン・ハイメ／12月27日没（訃報発表日）

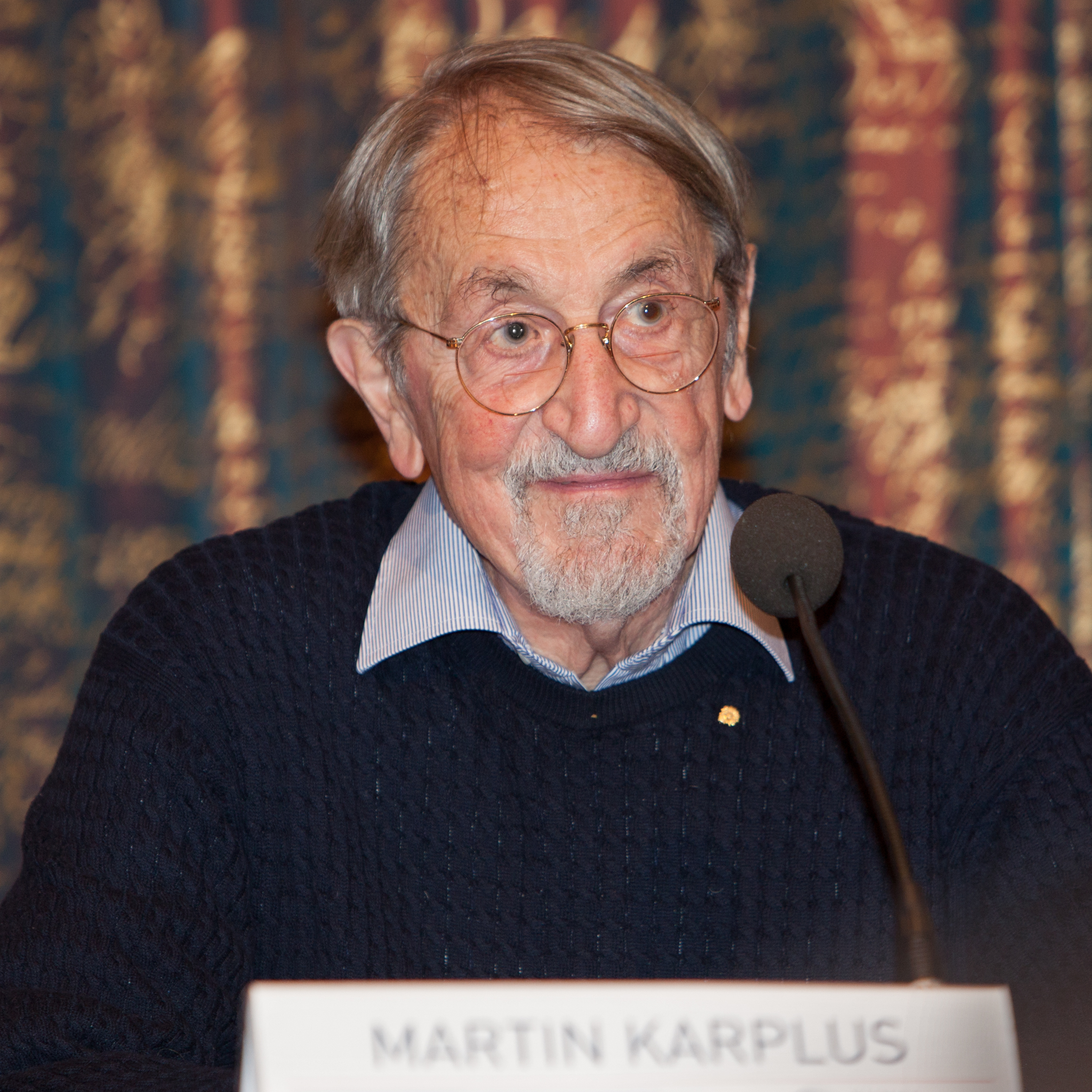
マーティン・カープラス／12月28日没

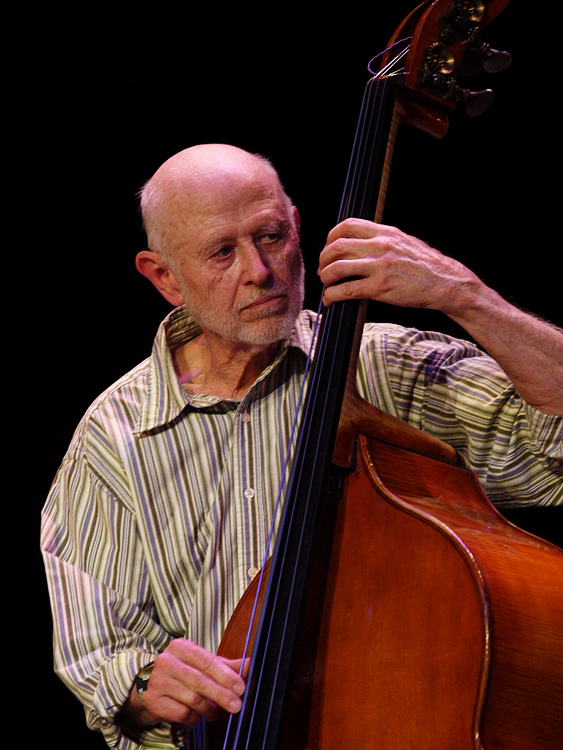
バール・フィリップス／12月28日没

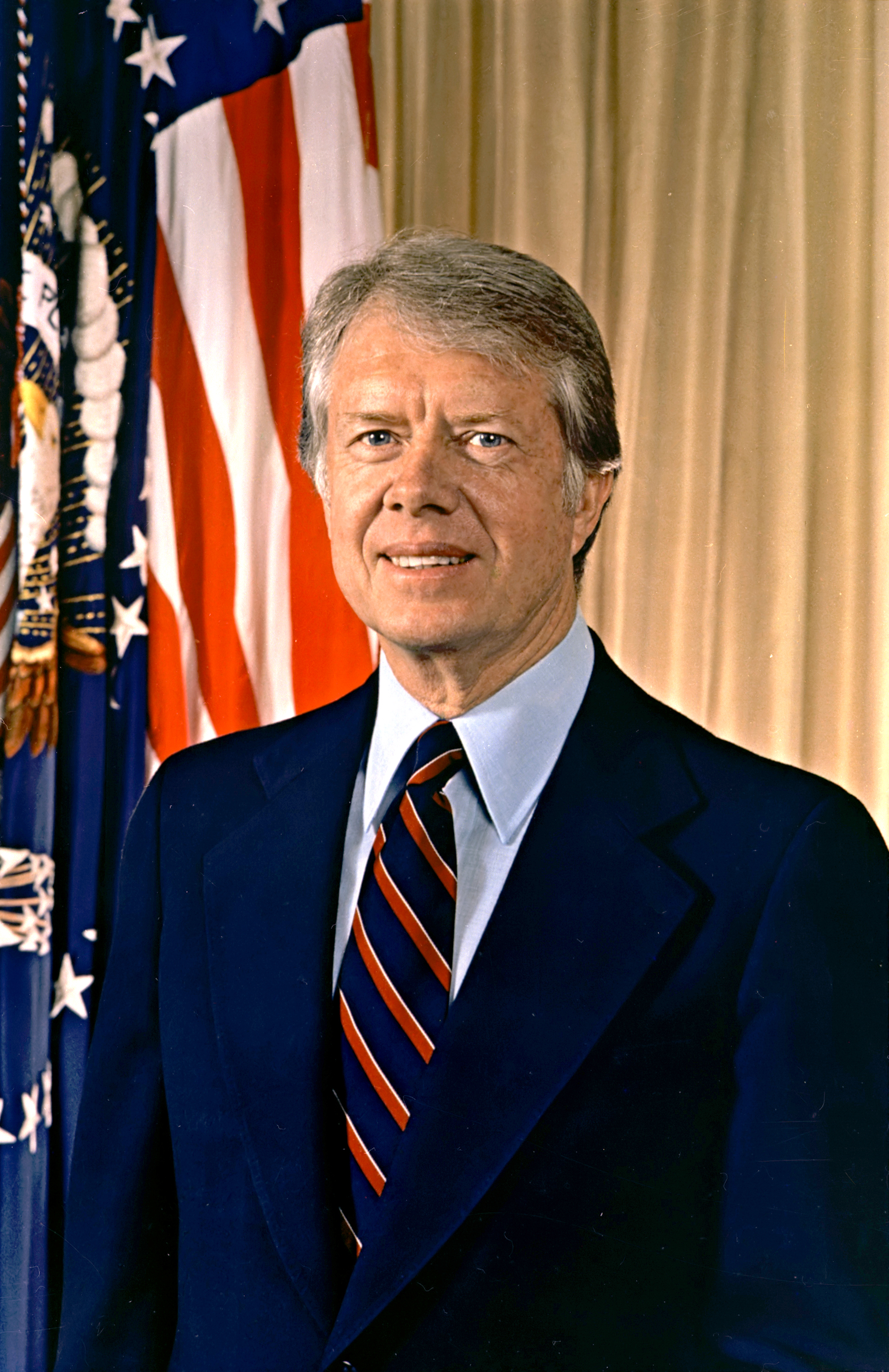
ジミー・カーター／12月29日没

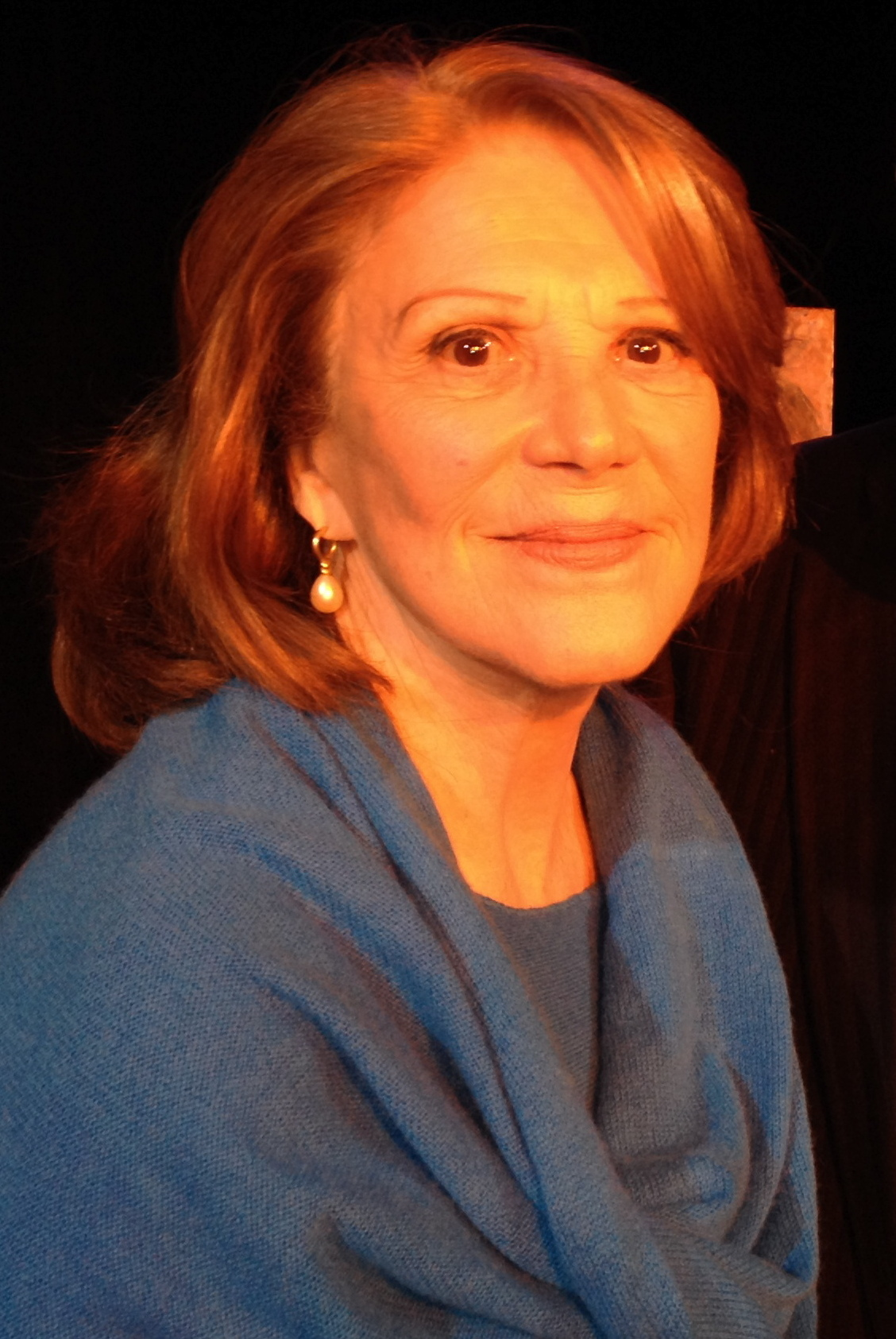
リンダ・ラヴィン／12月29日没

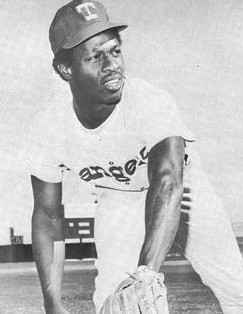
レニー・ランドル／12月29日没

金守漢／12月30日没

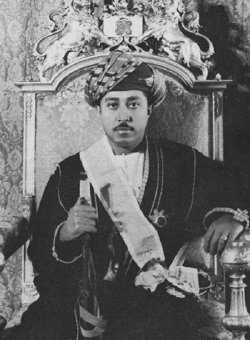
ジャムシード・ビン・アブドゥッラー・アッ＝サイード／12月30日没

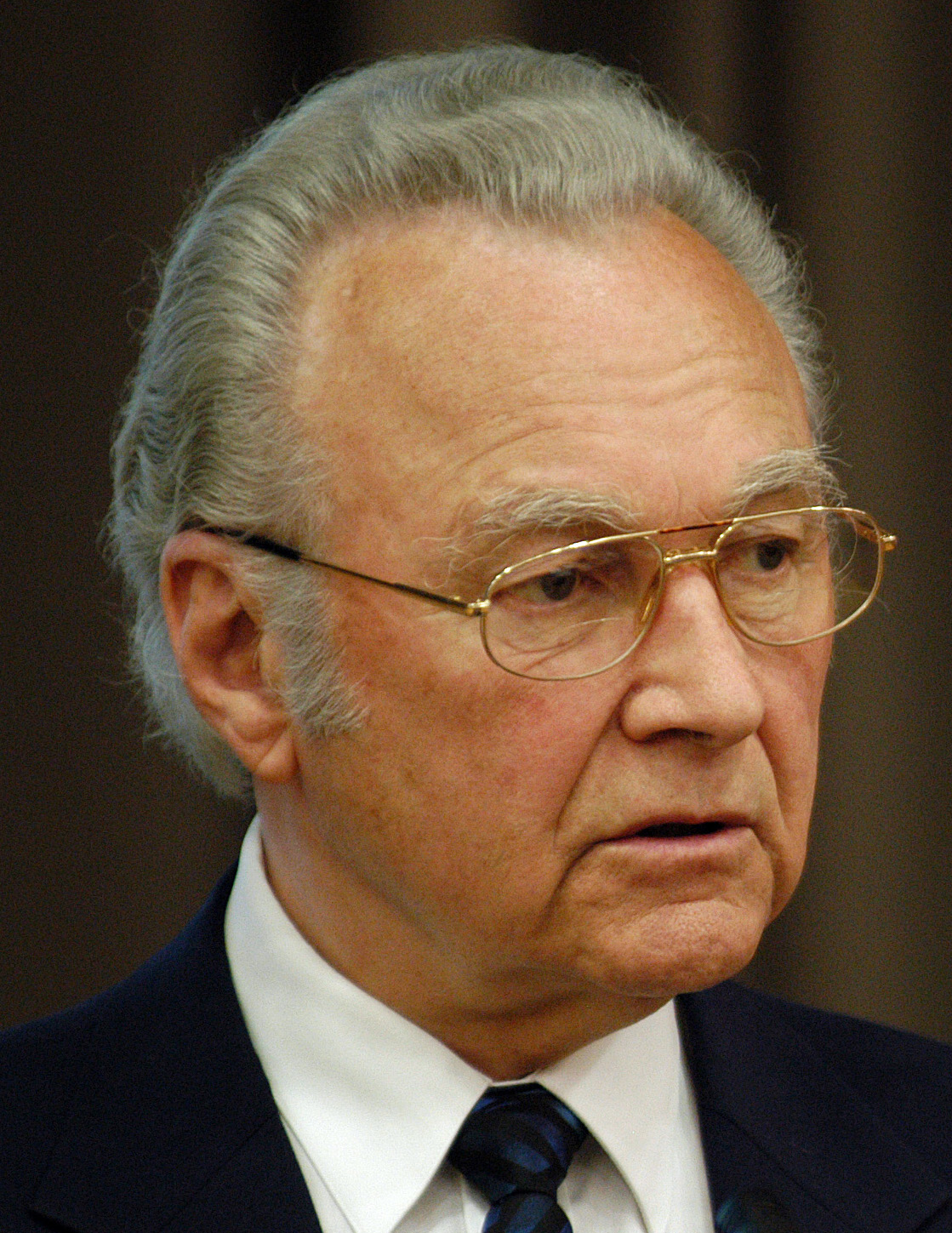
アルノルド・リューテル／12月31日没

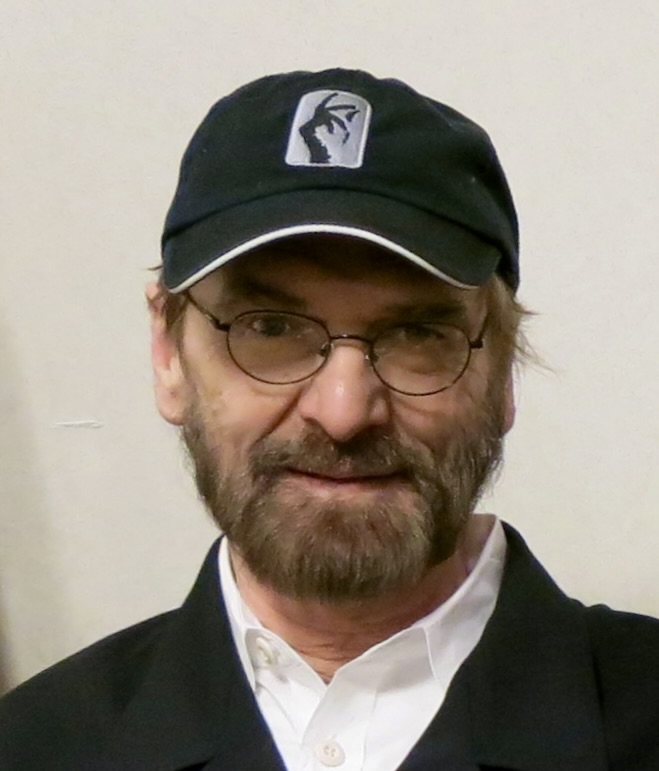
ドン・ニックス／12月31日没

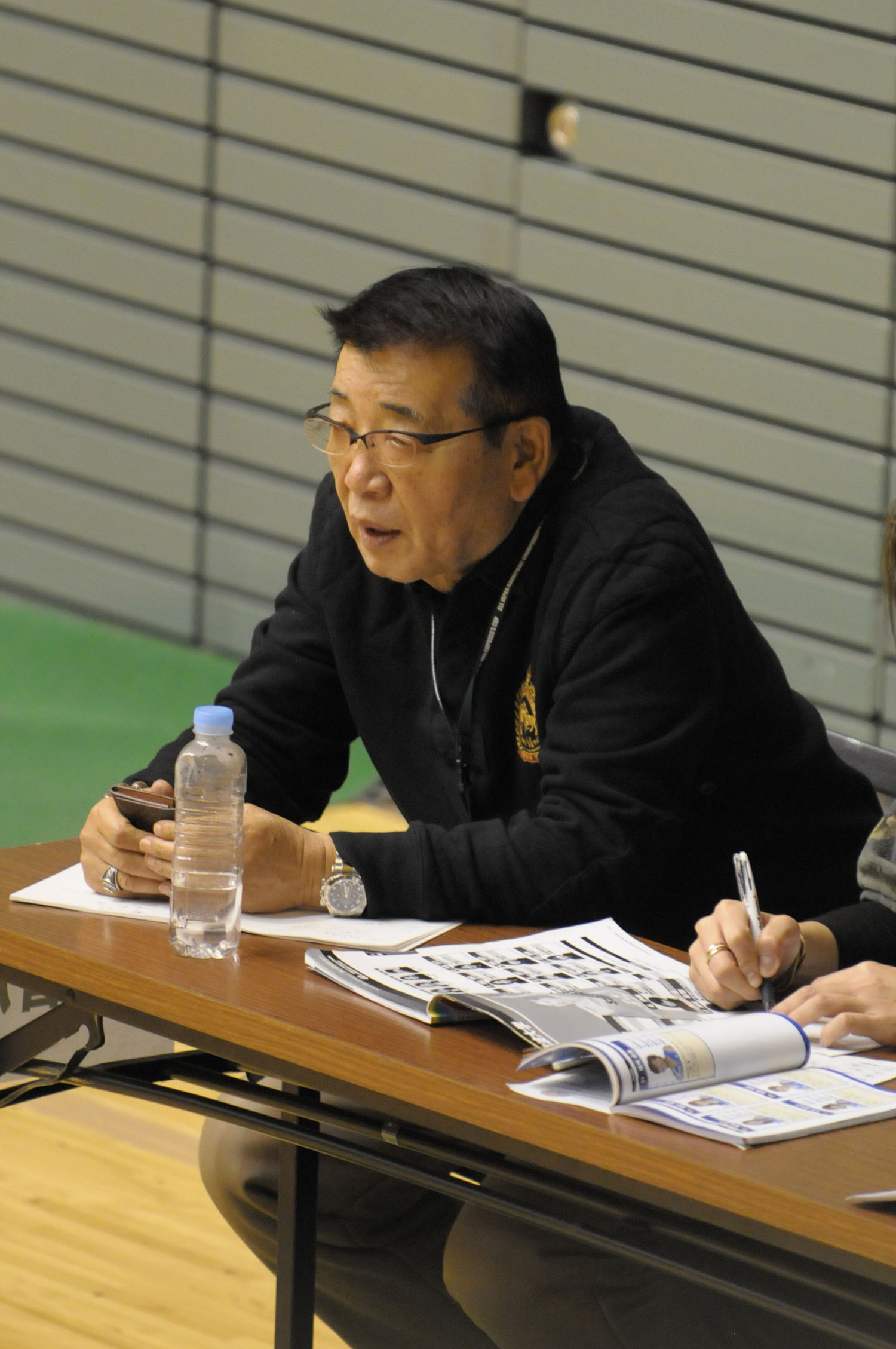
井上真一／12月31日没

- 12月16日 - 赤澤庄三、日本の実業家、帝国製薬社主（* 1928年）[167]
- 12月16日 - 小林栄三郎、日本の言語学者、ドイツ語教育者、慶應義塾大学名誉教授（* 1932年?）[168]
- 12月16日 - 永田英正、日本の東洋史学者、京都大学名誉教授（* 1933年）[169]
- 12月16日 - 丸島儀一、日本の実業家、元キヤノン専務（* 1934年?）[170]
- 12月16日 - ヴィッテキント・ツー・ヴァルデック・ウント・ピュルモント、ドイツの貴族（* 1936年）[171]
- 12月16日 - 谷口吉生、日本の建築家（* 1937年）[172]
- 12月16日 - トゥルシ・ゴウダ（英語版、カンナダ語版）、インドの環境保護運動家（* 1937年または1938年）[173]
- 12月16日 - アニタ・ブライアント、アメリカ合衆国の歌手、反LGBT活動家（* 1940年）[174]
- 12月16日 - ディック・ヴァン・アースデイル、アメリカ合衆国の元プロバスケットボール選手、指導者（* 1943年）[175]
- 12月16日 - ゲイリー・サザーランド（英語版）、アメリカ合衆国の元プロ野球選手【モントリオール・エクスポズ、デトロイト・タイガースなど所属】（* 1944年）[176]
- 12月16日（訃報発表日） - エンヴェル・ハジハサノヴィッチ（英語版、ボスニア語版）、ユーゴスラビア、ボスニア・ヘルツェゴビナの陸軍軍人、戦争犯罪者、ボスニア・ヘルツェゴビナ共和国軍少将、元ボスニア・ヘルツェゴビナ共和国軍最高司令部参謀長、元ボスニア・ヘルツェゴビナ共和国軍第3師団（英語版）司令官（* 1950年）[177]
- 12月16日（訃報発表日） - ザキール・フセイン、インドのタブラ奏者（* 1951年）[178]
- 12月16日 - スティーヴ・ルインソン（英語版）、イギリスのベーシスト、「シンプリー・レッド」のメンバー（* 1966年?）[179]
- 12月17日（訃報発表日） - リチャード・イースターリン（英語版）、アメリカ合衆国の経済史学者、人口統計学者、行動経済学者、南カリフォルニア大学教授（* 1926年）[180]
- 12月17日 - ウィリアム・ラボフ、アメリカ合衆国の言語学者（* 1927年）[181]
- 12月17日 - ウィリアム・カルフーン（英語版）、アメリカ合衆国の元プロバスケットボール選手（* 1927年）[182]
- 12月17日 - ミシェル・デル・カスティーヨ（英語版、フランス語版、スペイン語版）、スペイン出身のフランスの小説家（* 1933年）[183]
- 12月17日 - マルセル・マルナ（英語版、フランス語版）、フランスの音楽学者、ジャーナリスト、ラジオパーソナリティ（* 1933年）[184]
- 12月17日 - リック・ファン・ローイ、ベルギーの元サイクリスト、1952年オリンピック金メダリスト（* 1933年）[185][186]
- 12月17日 - 孫世一（朝鮮語版）、大韓民国のジャーナリスト、文筆家、政治家、元国会議員（* 1935年）[187]
- 12月17日 - ニコラス・チア（英語版）、シンガポールのカトリック教会の聖職者、シンガポール大司教区名誉大司教（* 1938年）[188][189]
- 12月17日 - ベアトリス・サルロ（英語版、スペイン語版）、アルゼンチンのジャーナリスト、エッセイスト、作家、批評家（* 1942年）[190]
- 12月17日（訃報発表日） - マリサ・パレデス、スペインの女優、元スペイン映画芸術科学アカデミー会長（* 1946年）[191]
- 12月17日 - アルファ・アンダーソン（英語版）、アメリカ合衆国の歌手、「シック」の元メンバー（* 1946年）[192]
- 12月17日 - デイヴィッド・マレット、アメリカ合衆国のシンガーソングライター（* 1951年）[193]
- 12月17日 - 西田邦生、日本の実業家、元ジャパン・インフォレックス代表取締役会長、元廣屋国分代表取締役社長（* 1952年）[194]
- 12月17日 - 李建平（中国語版）、中華人民共和国の政治家、死刑囚、元中国共産党フフホト経済技術開発区工作委員会書記（* 1960年）[195]
- 12月17日 - イゴール・キリロフ、ロシアの陸軍軍人、ロシア陸軍中将、ロシア連邦軍放射線・化学・生物防護部隊（英語版）司令官（* 1970年）[196]
- 12月17日 - アイガルス・ファデイェヴス（英語版、ラトビア語版）、ラトビアの元競歩選手、理学療法士、2000年オリンピック銀メダリスト（* 1975年）[197]
- 12月17日（遺体発見日） - ヤーニス・ティンマ（英語版、ラトビア語版）、ラトビアのプロバスケットボール選手、元同国代表（* 1992年）[198]
- 12月17日 - 岡村光義、日本の銀行家、元長野県信用農業協同組合連合会理事長（* 生年不明）[199]
- 12月18日 - 小原敏人、日本の実業家、元日本ガイシ社長（* 1927年）[200]
- 12月18日 - 石井英夫、日本のコラムニスト、ジャーナリスト、元産経新聞特別記者・論説委員（* 1933年）[201]
- 12月18日 - フレッド・ロレンゼン（英語版）、アメリカ合衆国の元レーシングドライバー（* 1934年）[202]
- 12月18日 - コスマス・ミカエル・アンクル（英語版、インドネシア語版）、インドネシアのカトリック教会の聖職者、ボゴール教区名誉司教（* 1937年）[189]
- 12月18日 - 田村隆、日本の脚本家、放送作家（* 1941年）[203]
- 12月18日 - キャロル・J・クローフォード、ジャマイカのモデル、ミス・ワールド1963優勝者（* 1943年）[204]
- 12月18日 - 陳邦柱（中国語版）、中華人民共和国の測量士、政治家、元国家測絵局（中国語版）局長・中国共産党委員会書記（* 1945年）[205]
- 12月18日 - クラウス・ヴォルファーマン、ドイツの元やり投選手、1972年オリンピック金メダリスト（* 1946年）[206]
- 12月18日 - 小泉晨一、日本の政治家、元衆議院議員【日本新党・自由連合所属】（* 1947年）[207]
- 12月18日（訃報発表日） - ジョン・マースデン（英語版）、オーストラリアの作家（* 1950年）[208]
- 12月18日 - フランク・ケンドリック（英語版）、アメリカ合衆国の元プロバスケットボール選手、指導者（* 1950年）[209]
- 12月18日 - 駒村純一、日本の実業家、元森下仁丹代表取締役社長・取締役会長（* 1950年）[210]
- 12月18日 - スリム・ダンロップ（英語版）、アメリカ合衆国のギタリスト、「リプレイスメンツ」の元メンバー（* 1951年）[211]
- 12月18日 - 江副隆秀、日本の実業家、教育者、新宿日本語学校理事長・校長（* 1951年）[212]
- 12月18日（訃報発表日） - ヘルメス・ペットベルク（英語版、ドイツ語版）、オーストリアのトークショー司会者、コメディアン、俳優、政治活動家（* 1952年）[213]
- 12月18日（訃報発表日） - ウラジーミル・ドロホフ（英語版、ロシア語版）、ソビエト連邦、ロシアの元バレーボール選手、元ソビエト連邦代表、1980年オリンピック金メダリスト、1976年オリンピック銀メダリスト（* 1954年）[214]
- 12月18日 - ディートマー・コンスタンティーニ（英語版、ドイツ語版）、オーストリアの元サッカー選手、指導者【元同国代表監督】（* 1955年）[215]
- 12月18日 - 徐東旭（朝鮮語版）、大韓民国の実業家、歌手、モルガン・スタンレー・プライベート・エクイティ副代表、「展覧会（朝鮮語版）」の元メンバー（* 1974年）[216]
- 12月19日 - 渡邉恒雄、日本のジャーナリスト、実業家、読売新聞グループ本社代表取締役主筆・元社長・元会長、元日本新聞協会会長、元読売ジャイアンツオーナー（* 1926年）[217][218]
- 12月19日（訃報発表日） - 安藤君明、日本の政治家、元北海道新十津川町長（* 1932年?）[219]
- 12月19日 - 川合歳明、日本の天台真盛宗の僧侶、元西養寺・聞證坊・青嶠寺・常照寺住職、元天台真盛宗財務総長・宗務総長（* 1933年）[220]
- 12月19日 - フェデリコ・マヨール・サラゴサ（英語版、スペイン語版、カタルーニャ語版）、スペインの医学者、政治家、元教育科学相、元下院議員、元欧州議会議員、元国際連合教育科学文化機関事務局長、元グラナダ大学学長、元マドリード自治大学教授（* 1934年）[221]
- 12月19日 - 謝芳（中国語版）、中華人民共和国の女優（* 1935年）[222]
- 12月19日 - ロバート・ポール、カナダの元フィギュアスケーター、指導者、振付師、1960年冬季オリンピック金メダリスト（* 1937年）[223]
- 12月19日 - いわむらかずお、日本の絵本作家（* 1939年）[224]
- 12月19日 - バリー・N・マルツバーグ、アメリカ合衆国の作家、編集者、批評家（* 1939年）[225]
- 12月19日 - マルガリーダ・カストロ（英語版、スペイン語版）、コロンビアの女優（* 1941年）[226]
- 12月19日（訃報発表日） - ミート・スメット（英語版、オランダ語版）、ベルギーの政治家、フランデレン地域議会議員、元労働雇用相、元環境・社会解放担当国務長官、元代議院・元老院議員、元欧州議会議員（* 1943年）[227]
- 12月19日 - マイケル・ルーニッグ（英語版）、オーストラリアの漫画家（* 1945年）[228]
- 12月19日 - 渡瀬正雄、日本の実業家、元芦森工業取締役（* 1950年）[229]
- 12月19日 - ヴァフタング・ゴランジア（英語版）、アブハジアの政治家、人民議会議員（* 1969年）[230]
- 12月20日（訃報発表日） - トフィグ・アガババエフ（英語版、アゼルバイジャン語版）、ソビエト連邦、アゼルバイジャンの画家、ビジュアル・アーティスト（* 1928年）[231]
- 12月20日 - 千田謙蔵、日本の政治家、元秋田県横手市長、元横手市議会議員（* 1931年）[232]
- 12月20日 - 池田精子、日本の被爆者、元広島県原爆被害者団体協議会副理事長（* 1932年）[233]
- 12月20日 - 周礼杲（中国語版）、中華人民共和国、マカオの電気工学者、電子工学者、生物工学者、医用工学者、元マカオ大学学長・副学長、元マカオ科技大学（英語版）学長、元清華大学教授（* 1933年）[234]
- 12月20日 - 川田順造、日本の文化人類学者、東京外国語大学名誉教授、元広島市立大学教授（* 1934年）[235]
- 12月20日 - オム・プラカーシュ・チャウターラ（英語版、ヒンディー語版）、インドの政治家、元ロークサバー議員、元ハリヤーナー州首相・副首相、元ハリヤーナー州議会（英語版）議員（* 1935年）[236]
- 12月20日（訃報発表日） - ジョージ・イーストハム（英語版）、イギリスの元プロサッカー選手、元イングランド代表（* 1936年）[237]
- 12月20日 - 朴宗雨（朝鮮語版）、大韓民国の公務員、政治家、元国会議員、元仁川市長、元ソウル特別市江南区庁長・銅雀区庁長・東大門区庁長・九老区庁長・麻浦区庁長（* 1938年）[238]
- 12月20日 - ジョージ・ゼブロウスキー（英語版、ドイツ語版）、オーストリア出身のアメリカ合衆国のSF作家（* 1945年）[239]
- 12月20日 - 渡辺登、日本の実業家、太陽工機創業者（* 1948年）[240]
- 12月20日 - 宍戸実、日本の実業家、元河北新報社専務（* 1948年?）[241]
- 12月20日 - 李沢生（中国語版）、中華人民共和国の理論化学者、北京理工大学教授、元吉林大学理論化学研究所所長、元吉林大学・ハルビン工業大学教授（* 1954年）[242]
- 12月20日 - レイ・ミステリオ・シニア、メキシコの元プロレスラー（* 1958年）[243]
- 12月20日 - リッキー・ヘンダーソン、アメリカ合衆国の元プロ野球選手【オークランド・アスレチックスなど所属】（* 1958年）[244]
- 12月20日 - 章明秋（中国語版）、中華人民共和国の高分子材料科学者、中山大学教授、元中山大学材料科学研究所所長（* 1961年）[245]
- 12月20日 - ティエリ・ジャコブ（英語版、フランス語版）、フランスの元プロボクサー、第15代世界ボクシング評議会世界スーパーバンタム級王者（* 1965年）[246]
- 12月21日 - 小名木栄三郎、日本のドイツ文学者、慶應義塾大学名誉教授（* 1929年）[247]
- 12月21日 - 岡崎万寿秀、日本の政治家、俳人、編集者、元衆議院議員【日本共産党所属】、元前衛編集長（* 1930年）[248]
- 12月21日（訃報発表日） - ドン・マルティーナ（英語版、オランダ語版、パピアメント語版）、キュラソーの政治家、元オランダ領アンティル首相（* 1935年）[249]
- 12月21日 - 加茂さくら、日本の女優（* 1937年）[250]
- 12月21日 - 名取幸政、日本の俳優、声優（* 1941年）[251]
- 12月21日 - ハンネローレ・ホーガー（英語版、ドイツ語版）、ドイツの女優（* 1941年?）[252]
- 12月21日 - アート・エヴァンス、アメリカ合衆国の俳優（* 1942年）[253]
- 12月21日（訃報発表日） - ケイシー・ケイオス（英語版）、アメリカ合衆国のミュージシャン、「エイメン」のメンバー（* 1965年）[254]
- 12月21日 - ハドソン・ミーク（英語版）、アメリカ合衆国の子役俳優（* 2008年）[255]
- 12月22日 - 成志谷（中国語版）、中華人民共和国の公務員、実業家、元北京映画製作所（中国語版）所長、元上海市映画局副局長（* 1929年）[256]
- 12月22日 - スチュアート・ライス（英語版）、アメリカ合衆国の物理化学者、理論化学者、シカゴ大学名誉教授（* 1932年）[257]
- 12月22日 - 芝則之、日本の実業家、元東京機械製作所社長（* 1932年）[258]
- 12月22日 - 塚本宇兵、日本の鑑識官（* 1936年）[259]
- 12月22日 - 金森修、日本の銀行家、元名古屋銀行常務（* 1937年?）[260]
- 12月22日（訃報発表日） - ディーター・リンドナー（英語版、ドイツ語版）、ドイツの元プロサッカー選手（* 1939年）[261]
- 12月22日 - 菅原龍憲、日本の浄土真宗の僧侶、真宗遺族会代表、元正藏坊住職（* 1940年?）[262]
- 12月22日 - 知名宏師、日本の実業家、知名御多出横創業者（* 1947年）[263]
- 12月22日 - アウグスト・ロランダン（英語版、イタリア語版、フランス語版）、イタリアの政治家、元元老院議員、元ヴァッレ・ダオスタ州知事・農業森林評議員・保健社会扶助評議員、元ヴァッレ・ダオスタ州議会議員・副議長、元ブリュソン市長（* 1949年）[264]
- 12月22日 - 村上知彦、日本の漫画評論家、編集者、元神戸松蔭女子学院大学教授、元プレイガイドジャーナル編集長（* 1951年）[265]
- 12月22日 - 劉昌宣（朝鮮語版）、大韓民国の政治評論家、政治活動家（* 1960年）[266]
- 12月22日 - 劉元（英語版）、中華人民共和国のジャズ・サクソフォニスト、作曲家、ロック・ミュージシャン（* 1960年）[267]
- 12月23日 - グエン・クエット、ベトナムの革命家、軍人、政治家、ベトナム人民軍大将、元国家評議会副議長、元国会議員、元ベトナム共産党中央委員会委員・書記局書記・中央軍事委員会常務委員、元ベトナム人民軍政治総局主任（* 1922年）[268]
- 12月23日 - ヘルムート・シュレジンガー（英語版、ドイツ語版）、ドイツの経済学者、元ドイツ連邦銀行総裁（* 1924年）[269]
- 12月23日 - ヘラルド・ゲバラ（英語版、スペイン語版）、エクアドルの作曲家、ピアニスト、指揮者（* 1930年）[270]
- 12月23日 - 施仲衡（中国語版）、中華人民共和国の鉄道工学者、地下鉄・都市鉄道研究者、北京交通大学教授、元北京交通大学都市軌道交通研究センター主任（* 1930年）[271]
- 12月23日（訃報発表日） - ダルマシオ・ネグロ・パボン（英語版、スペイン語版）、スペインの哲学者、政治学者、思想史学者、CEUサン・パブロ大学名誉教授、元コンプルテンセ大学教授（* 1931年）[272]
- 12月23日 - 鶴泰、日本の実業家、元帝人常務（* 1932年?）[273]
- 12月23日 - シャーム・ベネガル（英語版、テルグ語版）、インドの映画監督、映画製作者、脚本家、政治家、元ラージヤ・サバー議員（* 1934年）[274]
- 12月23日 - 堀野広、日本の実業家、元京都新聞社専務（* 1938年?）[275]
- 12月23日 - 森田拳次、日本の漫画家（* 1939年）[276]
- 12月23日 - 伊藤英哲、日本の実業家、元三菱商事取締役（* 1939年?）[277]
- 12月23日 - アンガス・マッキネス（英語版）、カナダの俳優（* 1947年）[278]
- 12月23日（訃報発表日） - ウラジーミル・ブラコフ（英語版、ロシア語版）、ロシアの政治家、社会正義のためのロシア年金党党首（* 1954年）[279]
- 12月23日 - ソフィー・ヘディガー（英語版、ドイツ語版）、スイスのスノーボーダー（* 1998年）[280]
- 12月24日 - 金子明友、日本の元体操選手、指導者（* 1927年）[281]
- 12月24日 - 浮谷朝江、日本の画家、OMFザ・チャペル・オブ・アドレーション創設者（* 1938年）[282]
- 12月24日 - リチャード・ペリー（英語版）、アメリカ合衆国の音楽プロデューサー（* 1942年）[283]
- 12月24日 - 柴田秋雄、日本の実業家、元ホテルアソシア名古屋ターミナル総支配人（* 1942年）[284]
- 12月24日 - デシ・ボーターセ、スリナムの軍人、政治家、逃亡犯、元大統領、元国家軍事評議会（英語版）議長、元スリナム国軍総司令官（* 1945年）[285][286]
- 12月24日（訃報発表日） - アルフレド・フィオリト（英語版、スペイン語版）、アルゼンチン出身のスペインのDJ（* 1953年）[287]
- 12月24日 - エドウィン・ガスタニェス（英語版）、フィリピンの弁護士、元フィリピンオリンピック委員会（英語版）事務総長、元フィリピンサッカー連盟事務局長（* 1958年）[288]
- 12月24日 - パスカル・エルヴェ（英語版、フランス語版）、フランスの元ロードサイクリスト（* 1964年）[289]
- 12月25日 - 神代修、日本の歴史学者、カリブ海地域史研究者、同志社大学名誉教授（* 1926年）[290]
- 12月25日 - 北畠典生、日本の浄土真宗の僧侶、仏教学者、善行寺住職、浄土真宗本願寺派勧学・元監正局長・元本山本願寺執行長、龍谷大学教授・元学長、元岐阜聖徳学園大学学長、元日本仏教学会常任理事、元龍谷総合学園理事長（* 1928年）[291]
- 12月25日 - 鈴木修、日本の実業家、スズキ相談役・元社長・元会長（* 1930年）[292]
- 12月25日 - M・T・ヴァースデヴァン・ナーイル（英語版、マラヤーラム語版）、インドの作家、脚本家、映画監督（* 1933年）[293]
- 12月25日 - バプシー・シドワー（英語版、ウルドゥー語版）、パキスタンの作家（* 1938年）[294]
- 12月25日 - エリック・ヘンニ、スイスの柔道家、1964年オリンピック銀メダリスト（* 1938年）[295]
- 12月25日 - メアリー・マーフィー（英語版）、アメリカ合衆国の高等学校教員、政治家、元ミネソタ州議会下院（英語版）議員（* 1939年）[296]
- 12月25日 - 戸沢昭宣、日本の囲碁棋士（* 1940年）[297]
- 12月25日 - 高柳肇、日本の実業家、元日本ヒューレット・パッカード社長（* 1941年）[298]
- 12月25日 - ブリット・オールクロフト、イギリスの映像作家、脚本家、映画監督、プロデューサー（* 1943年）[299]
- 12月25日 - バーニス・ヘルー（英語版）、ガーナの社会活動家、政治家、元国民議会議員（* 1954年）[300]
- 12月25日 - 篠原髙志、日本の脚本家（* 1964年）[301]
- 12月25日 - カルロス・アルベルト・ペドロソ（英語版、スペイン語版）、キューバの元フェンシング選手、2000年オリンピック銅メダリスト（* 1967年）[302]
- 12月25日 - ジャックス・デイン、アメリカ合衆国のプロレスラー（* 1976年）[303]
- 12月26日 - ジョン・コブ（英語版）、アメリカ合衆国の神学者、元クレアモント神学校（英語版）教授（* 1925年）[304]
- 12月26日 - マンモハン・シン、インドの経済学者、政治家、元首相・外相・財務相、元ラージヤ・サバー議員、元インド準備銀行総裁（* 1932年）[305]
- 12月26日 - 蒔田尚昊（冬木透）、日本の作曲家、編曲家、元桐朋学園大学講師（* 1935年）[306]
- 12月26日 - 松林尚、日本のアナウンサー【日本教育テレビ・テレビ朝日所属】、國學院大學評議員、日本会議世田谷・目黒支部副支部長（* 1938年）[307]
- 12月26日 - 江川嘉孝、日本の元バスケットボール選手、元同国代表（* 1942年）[308]
- 12月26日 - 清川輝基、日本のNPO法人幹部、子どもとメディア代表理事（* 1942年?）[309]
- 12月26日 - ネイ・ラトラカ（英語版、ポルトガル語版）、ブラジルの俳優（* 1944年）[310]
- 12月26日 - 親川兼勇、日本の機械工学者、元琉球大学副学長（* 1944年?）[311]
- 12月26日 - K・C、日本の死刑囚【関西青酸連続死事件】（* 1946年）[312]
- 12月26日 - リチャード・パーソンズ（英語版）、アメリカ合衆国の実業家、元タイムワーナー会長・最高経営責任者、元シティグループ会長（* 1948年）[313]
- 12月26日 - ジェフ・ホイール（英語版）、イギリスの元ラグビーユニオン選手、元ウェールズ代表（* 1951年）[314]
- 12月26日 - ロバート・ボールドウィン、カナダ、日本のタレント、俳優（* 1965年）[315][316]
- 12月26日 - OGマコ（英語版）、アメリカ合衆国のラッパー（* 1992年）[317]
- 12月27日（訃報発表日） - 松久武雄、日本のセンテナリアン（* 1915年?）[318]
- 12月27日 - チャーリー・マクスウェル（英語版）、アメリカ合衆国の元プロ野球選手（* 1927年）[319]
- 12月27日 - 趙宗藻（中国語版）、中華人民共和国の版画家、美術教育者、中国美術学院（中国語版）教授、元浙江美術学院（中国語版）副院長（* 1931年）[320]
- 12月27日 - 佐多達枝、日本の振付家、バレエダンサー（* 1932年）[321]
- 12月27日 - ジェラルド・キンタン（英語版、ポルトガル語版）、ブラジルの弁護士、政治家、元国防相、元連邦弁護総長（英語版）（* 1935年）[322]
- 12月27日 - 清原武彦、日本のジャーナリスト、実業家、産経新聞社特別顧問・元社長・元会長（* 1937年）[323]
- 12月27日 - チャールズ・シャイア、アメリカ合衆国の脚本家、映画監督、映画プロデューサー（* 1941年）[324]
- 12月27日 - 戸谷真人、日本のアナウンサー【文化放送所属】（* 1946年）[325]
- 12月27日 - デイル・ハッドン（英語版）、カナダのモデル、女優（* 1948年）[326]
- 12月27日 - オリビア・ハッセー、アルゼンチン出身のイギリスの女優（* 1951年）[327]
- 12月27日 - ダニエレ・バニョーリ、イタリアのバレーボール指導者（* 1953年）[328]
- 12月27日 - 足立敏之、日本の政治家、国土交通官僚、参議院議員【自由民主党所属】（* 1954年）[329]
- 12月27日 - スヴェトザル・シャプリッチ（英語版、セルビア語版）、ユーゴスラビア、セルビアの元サッカー選手、指導者（* 1960年）[330]
- 12月27日 - 若松豪、日本のテレビプロデューサー（* 1972年）[331]
- 12月27日 - 柳瀬たかお、日本のお笑い芸人（* 1975年）[332]
- 12月27日（訃報発表日） - フアン・ハイメ、ドミニカ共和国の元プロ野球選手【アトランタ・ブレーブス所属】（* 1987年）[333]
- 12月28日（訃報発表日） - チャールズ・ドーラン（英語版）、アメリカ合衆国の実業家、HBO創業者（* 1926年）[334]
- 12月28日 - マーティン・カープラス、オーストリア出身のアメリカ合衆国の理論化学者、ハーバード大学名誉教授、2013年ノーベル化学賞受賞者（* 1930年）[335]
- 12月28日 - バール・フィリップス、アメリカ合衆国のジャズ・ベーシスト（* 1934年）[336]
- 12月28日（訃報発表日） - 杜平（中国語版）、香港の俳優、テレビ司会者（* 1936年）[337]
- 12月28日 - エミール・ルジューヌ（英語版、フランス語版）、ベルギーの元プロサッカー選手、元同国代表（* 1938年）[338]
- 12月28日 - 東條昭彦、日本の実業家、政治家、元青森県鯵ケ沢町長、マルイチ企業グループ創設者（* 1941年?）[339]
- 12月28日 - 山本晃、日本の彫金作家、人間国宝（* 1944年）[340]
- 12月28日 - 須川法昭、日本の曹洞宗の僧侶、西方寺住職、元駒澤大学理事長、元曹洞宗宗議会議員・人事部長・総務部長（* 1945年）[341]
- 12月28日 - 加護野忠男、日本の経営学者、神戸大学名誉教授（* 1947年）[342]
- 12月28日 - 鈴木央紹、日本のサクソフォニスト（* 1972年）[343]
- 12月29日 - 糸岡富子、日本のスーパーセンテナリアン、世界最高齢者（* 1908年）[344]
- 12月29日 - ジミー・カーター、アメリカ合衆国の政治家、第39代大統領、第76代ジョージア州知事、2002年ノーベル平和賞受賞者（* 1924年）[345]
- 12月29日 - グラディス・アファマド（英語版、スペイン語版）、ウルグアイのビジュアル・アーティスト、画家、彫刻家、詩人（* 1925年）[346]
- 12月29日 - 邢球痕（中国語版）、中華人民共和国のロケット工学者、ロケットエンジン研究者、中国航天科技集団・中国航天科工集団科技委顧問、元航天工業部（中国語版）第四研究院院長（* 1930年）[347]
- 12月29日 - リンダ・ラヴィン、アメリカ合衆国の女優（* 1937年）[348]
- 12月29日 - 金良培（朝鮮語版）、大韓民国の公務員、政治家、元農林水産部・保健福祉部長官、元青瓦台秘書室行政首席秘書官、元国会議員、元鎮安郡守・順天市長・光州市長・光州直轄市長（* 1938年）[349]
- 12月29日 - ジョージ・フォルジー・ジュニア（英語版）、アメリカ合衆国の映画編集者、映画プロデューサー（* 1939年）[350]
- 12月29日 - 韓東一（朝鮮語版）、大韓民国のピアニスト、音楽教育者（* 1941年）[351]
- 12月29日 - アフメド・アダウェーヤ（英語版、アラビア語版）、エジプトのフォークシンガー（* 1946年）[352]
- 12月29日 - 宋友恵（朝鮮語版）、大韓民国の小説家（* 1947年）[353]
- 12月29日 - レニー・ランドル、アメリカ合衆国の元プロ野球選手（* 1949年）[354]
- 12月29日 - 南喜陽、日本の柔道家（* 1951年）[355]
- 12月29日 - 和田真治、日本の実業家、日本瓦斯会長（* 1952年）[356]
- 12月29日（訃報発表日） - アレクセイ・ブガエフ、ロシアの元プロサッカー選手、元同国代表（* 1981年）[357]
- 12月30日 - エミール・イデ（英語版、フランス語版）、フランスの元ロードサイクリスト（* 1920年）[358]
- 12月30日 - 蓮見和男、日本の牧師、神学者、日本キリスト教会引退教師（* 1925年）[359]
- 12月30日 - 金守漢、大韓民国の政治家、元国会議員・議長（* 1928年）[360]
- 12月30日 - ジャムシード・ビン・アブドゥッラー・アッ＝サイード、タンザニアの亡命者、ザンジバルの王族、元ザンジバル・スルターン（* 1929年）[361]
- 12月30日（訃報発表日） - ジョー・グレッチ（英語版）、マルタの歌手（* 1934年）[362]
- 12月30日 - ルッジェーロ・フランチェスキーニ（英語版、イタリア語版）、イタリアのカトリック教会の聖職者、イズミル大司教区名誉大司教（* 1939年）[363]
- 12月30日 - ジョン・カポディス（英語版）、アメリカ合衆国の俳優（* 1941年）[364]
- 12月30日 - フレイザー・ストッダート、イギリス、アメリカ合衆国の有機化学者、分子化学者、ナノテクノロジー研究者、ノースウェスタン大学教授、元バーミンガム大学・カリフォルニア大学ロサンゼルス校教授、2016年ノーベル化学賞受賞者（* 1942年）[365]
- 12月30日 - パスカル・レネ（英語版、フランス語版）、フランスの作家（* 1942年）[366]
- 12月30日 - 東條仁哲、日本の真言宗の僧侶、保護司、大本山七宝瀧寺貫主、真言宗犬鳴派管長、近畿三十六不動尊霊場会顧問・元会長、元役行者霊跡札所会会長（* 1944年）[367]
- 12月30日 - ウーゴ・ソティル（英語版、スペイン語版）、ペルーの元プロサッカー選手、元同国代表（* 1949年）[368]
- 12月30日 - 角建逸、日本の詰将棋作家、元将棋世界編集長（* 1958年）[369]
- 12月30日 - ホルヘ・ラナータ（英語版、スペイン語版）、アルゼンチンのジャーナリスト（* 1960年）[370]
- 12月30日 - 長崎夏海、日本の児童文学作家（* 1961年）[371]
- 12月30日 - ヴォルフガング・デ・ベーア（英語版、ドイツ語版）、ドイツの元プロサッカー選手（* 1964年）[372]
- 12月31日 - アルノルド・リューテル、ソビエト連邦、エストニアの農業経済学者、政治家、元エストニア大統領、元リーギコグ議員・副議長、元エストニア・ソビエト社会主義共和国最高会議議長・幹部会議長（* 1928年）[373]
- 12月31日 - スウィート・ダディ・シキ（エルキン・ジェームズ）、アメリカ合衆国出身のカナダのプロレスラー、歌手（* 1933年）[374]
- 12月31日 - バディ・マッケイ（英語版）、アメリカ合衆国の外交官、政治家、元下院議員、元フロリダ州知事・副知事、元フロリダ州議会上院（英語版）・下院（英語版）議員、元アメリカ州担当特使（* 1933年）[375]
- 12月31日 - 遠藤鐵四郎、日本の政治家、元新潟県三島町長、元長岡市議会議員（* 1934年）[376]
- 12月31日（訃報発表日） - ブライアン・フリーマントル、イギリスの作家、ジャーナリスト、元デイリー・メール幹部（* 1936年）[377]
- 12月31日 - 薗田稔、日本の宗教学者、神職、京都大学名誉教授、元秩父神社宮司（* 1936年）[378]
- 12月31日 - ボブ・アンダーレッグ（英語版）、アメリカ合衆国の元プロバスケットボール選手（* 1937年）[379]
- 12月31日 - アンジェロ・アマート（英語版、イタリア語版）、イタリア、バチカンのカトリック教会の聖職者、神学者、枢機卿、元列聖省（英語版）長官、元教理省（英語版）次官、元シラ大司教区名義大司教、元教皇庁神学アカデミー（英語版）聖職者秘書、元サレジオ教皇庁立大学（英語版）副学長（* 1938年）[380]
- 12月31日 - 島津修久、日本の実業家、神職、島津興業代表取締役会長・元社長、照国神社宮司、元鹿児島経済同友会代表幹事、元鹿児島県公安委員会委員長、元西郷南洲顕彰会・薩摩琵琶同好会・鹿児島県薩摩義士顕彰会会長（* 1938年）[381]
- 12月31日 - トム・ジョンソン、アメリカ合衆国のミニマル・ミュージックの作曲家（* 1939年）[382]
- 12月31日 - 金裕珍（朝鮮語版）、大韓民国の実業家、政治家、元国会議員（* 1941年）[383]
- 12月31日 - ドン・ニックス 、アメリカ合衆国のミュージシャン、ソングライター、音楽プロデューサー、編曲家（* 1941年）[384]
- 12月31日 - 阿部敦、日本の実業家、元富士通取締役会議長（* 1943年）[385]
- 12月31日 - ジョセリン・ウィルデンシュタイン、スイス出身のアメリカ合衆国のソーシャライト（* 1945年）[386]
- 12月31日 - 井上真一、日本のバスケットボール指導者、名古屋短期大学付属高等学校・桜花学園高等学校バスケットボール部監督、元守山中学校女子バスケットボール部監督（* 1946年）[387]
- 12月31日 - 甘道明（中国語版）、中華人民共和国の政治家、元全国人民代表大会代表、元四川省人民代表大会常務委員会副主任、元中国共産党四川省委員会常務委員・副書記・企業工作委員会書記、元四川省総工会（中国語版）主席、元四川省審計局局長・審計庁庁長（* 1947年）[388]
- 12月31日 - ロジャー・プラット、イギリスの撮影監督（* 1947年）[389]
- 12月31日 - 松田哲義、日本の実業家、元道新スポーツ社長、元北海道文化放送常勤監査役（* 1954年）[390]
- 12月31日 - 福田智一、日本の実業家、永谷園取締役（* 1965年）[391]
- 12月31日 - 山田正行、日本の実業家、元山田製作所社長（* 生年不明）[392]

## 没日不明

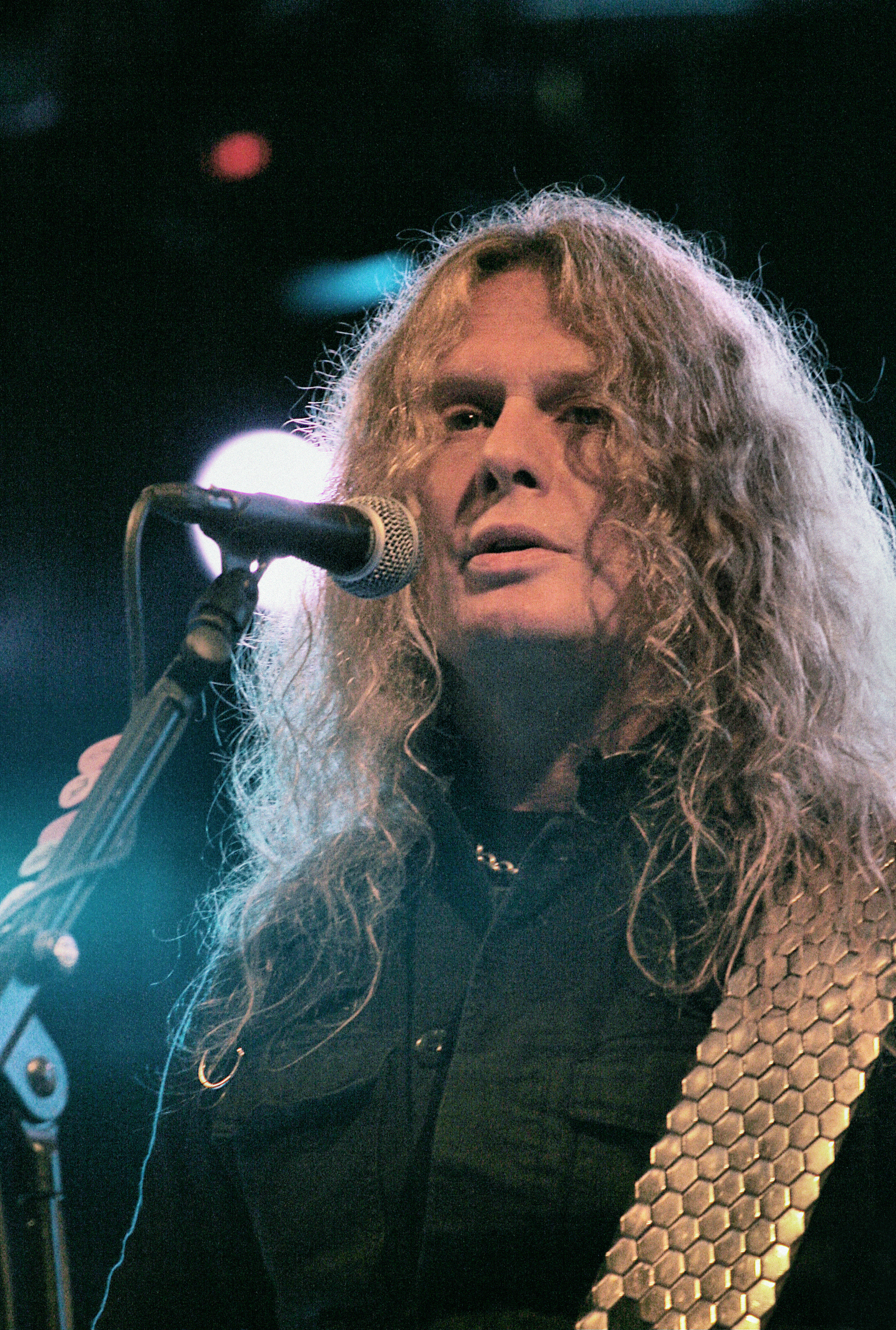
ジョン・サイクス／12月下旬没

- 12月下旬 - ジョン・サイクス、イギリスのギタリスト、「タイガース・オブ・パンタン」「ホワイトスネイク」「シン・リジィ」の元メンバー（* 1959年）[393]